# Operació Allau
El desembarcament a Salern (nom en clau: Operació Allau) va ser realitzat pels Aliats el 9 de setembre de 1943, al llarg de les costes del golf de la ciutat homònima i com a continuació de la campanya italiana de la Segona Guerra Mundial. L'alt comandament aliat pretenia establir un important cap de pont i a partir d'aquí ocupar ràpidament Nàpols amb el seu port fonamental, útil per proveir les tropes ocupades al front italià: el Cinquè Exèrcit del tinent general Mark Clark va dur a terme l'atac amfibi amb el suport acordat de El Vuitè Exèrcit britànic del general Bernard Law Montgomery, que va desembarcar a Reggio de Calàbria el 3 de setembre. Junts, els dos exèrcits atacarien llavors les posicions defensives alemanyes de les línies Volturno i Gustav al centre d'Itàlia.
Les tropes del general Clark van desembarcar enmig de dificultats manejables i impregnades d'un optimisme dictat per la rendició italiana. Al llarg de dos dies, però, van patir violents contraatacs de les divisions entrants del Desè Exèrcit del tinent general Heinrich von Vietinghoff, que el mariscal de camp Albert Kesselring (comandant suprem alemany per al Mediterrani) havia concentrat adequadament a les altures que dominaven el golf; els alemanys, en particular, van aprofitar una gran bretxa entre els dos cossos d'exèrcit que conformaven el 5è Exèrcit, coincidint amb el riu Sele, i van aconseguir penetrar profundament al cap de pont. Clark temia un desastre, fins al punt d'esbossar plans d'evacuació, però finalment la tenaç resistència angloamericana (caracteritzada per un suport massiu d'artilleria, terrestre i naval) va evitar l'amenaça i va frenar els alemanys.
Després de deu dies de ferotge lluita, els aliats, que havien patit pèrdues molt més elevades que els alemanys, van aconseguir sortir del cap de pont el dia 19 i reorganitzar-se de cara a l'avanç cap a Nàpols, que mentrestant ja s'havia aixecat durant el els anomenats "Quatre dies de Nàpols"; hi van arribar l'1 d'octubre de 1943. El 10è Exèrcit, al mateix temps, s'havia retirat ordenadament cap a la Línia Volturno, enfilat al territori impermeable dels Apenins al nord de la capital de Campània, on es disposava a enfrontar-se de nou als Aliats.

## Context estratègic

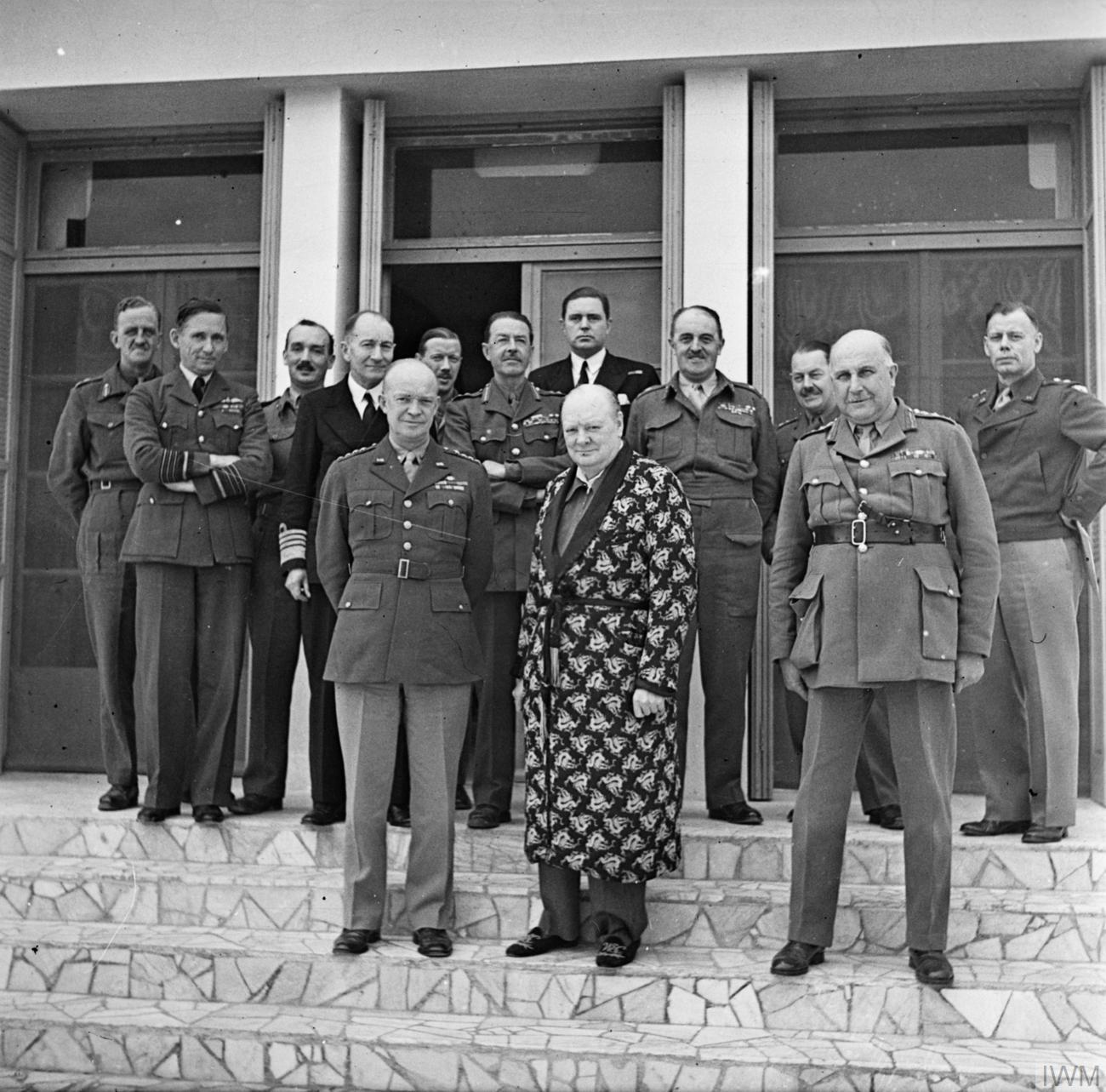
Els caps militars aliats del teatre d'operacions mediterrani, reunits a Tunis el desembre de 1943: des de l'esquerra, a primera fila, els generals Eisenhower i Maitland-Wilson (entre ells el primer ministre Churchill); a la segona fila el mariscal de l'aire Arthur Tedder, l'almirall John Cunningham (que va succeir a Andrew Cunningham a l'octubre), el general Alexander i el major general Walter Bedell Smith (últim a la dreta)

Durant la tercera conferència de Washington, el maig de 1943, els aliats van acordar continuar la campanya de bombardeig sobre Alemanya i augmentar les operacions al Pacífic, però van deixar la planificació dels detalls de l'estratègia a la Mediterrània al comandant en cap d'aquest teatre, el general de l'exèrcit Dwight D. Eisenhower, que va ser l'encarregat de decidir com continuar la campanya italiana després de la planificada operació Husky. Els nord-americans, que decididament es preocupaven més per la planificada invasió del nord-oest d'Europa i que consideraven més urgents les necessitats del Pacífic, eren conscients del cost econòmic, militar i temporal que suposaria el segon teatre d'operacions a Itàlia; cap al final de la lluita a Sicília, per tant, van començar els debats per identificar el següent objectiu. La invasió de Sardenya es va considerar seriosament, recolzada per Eisenhower i l'almirall Andrew Cunningham (comandant suprem de les forces navals aliades a la Mediterrània) però no pel primer ministre Winston Churchill, que en canvi va afavorir un atac als Balcans. Segons ells, una campanya en aquest sector hauria impedit als alemanys l'ús de matèries primeres importants i hauria amenaçat les línies de comunicació de l'Eix amb el front oriental. La idea va ser rebuda fredament a Washington però no hi havia propostes alternatives; tanmateix, els nord-americans van fer saber que no hi hauria d'haver noves campanyes que afectessin els recursos ja destinats al segon front, o que tinguessin repercussions al front del Pacífic.
El 24 de juliol, després del primer bombardeig de Roma, Benito Mussolini va rebre el vot de censura del Gran Consell del Feixisme i l'autoritat polític-governamental va tornar a les mans del rei Vittorio Emanuele III , que va formar un nou executiu dirigit pel mariscal Pietro Badoglio; a partir d'aquell moment s'iniciaren les negociacions secretes amb els aliats per treure Itàlia de la guerra. En aquells mateixos mesos , el mariscal de camp Albert Kesselring, Oberbefehlshaber Süd (lit. "Comandant en cap del sector sud") havia convençut Adolf Hitler que seria oportú intentar la defensa al sud de Roma tant a causa de les dificultats objectives d'evacuar els homes. i dones sense grans pèrdues materials desplegats allà, tant per la importància estratègica del complex aeroportuari als voltants de Foggia. Aquesta decisió va iniciar els preparatius alemanys per a la mobilització de les unitats que es destinarien a protegir la península; quan va entrar en vigor l'armistici es va desencadenar la "operació Achse", és a dir, el pla desenvolupat ja el maig de 1943 per l'Oberkommando der Wehrmacht (OKW) per contrarestar una possible sortida d'Itàlia del conflicte, neutralitzar les seves forces armades i ocupar el territori.

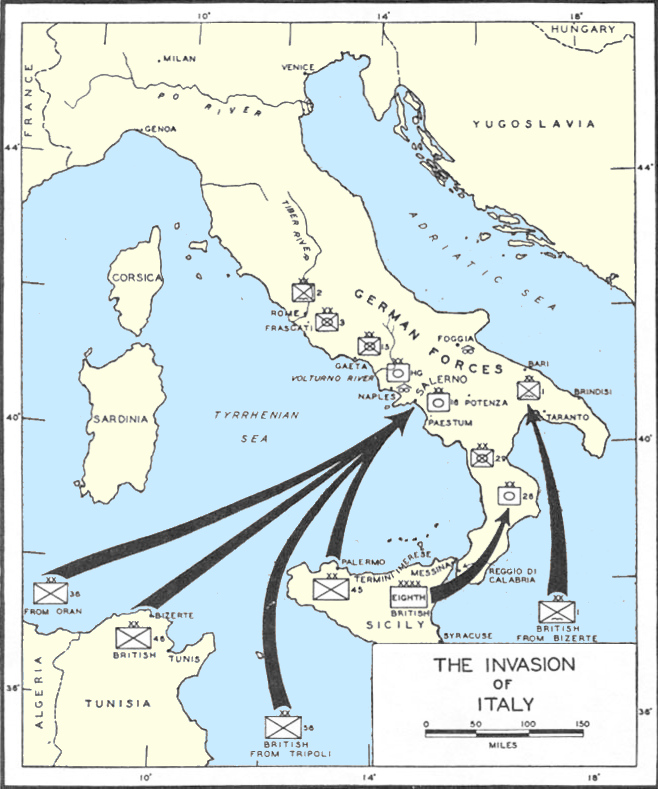
El desplegament de forces i les direccions d'invasió aliades per a Itàlia continental, on s'indiquen les divisions alemanyes

El 14 d'agost, enmig d'unes negociacions ambigües amb els italians, Churchill i el president nord-americà Franklin Delano Roosevelt es van reunir al Quebec amb els seus respectius estats majors i assessors: la conferència va confirmar l'obertura del segon front per a l'1 de maig de 1944, objectiu que totes les operacions a Europa hauria d'haver estat subordinada. Eisenhower va rebre ordres d'acceptar només una rendició incondicional d'Itàlia, d'avaluar la conquesta de Sardenya i Còrsega i de no donar treva als alemanys; els comandaments reunits al Quebec van donar per tant la seva aprovació a l'"Operació Allau", el pla d'invasió de la Itàlia continental desenvolupat per Eisenhower i l'estat major del 5è Exèrcit estatunidenc. L'operació es va confirmar el 9 de setembre al golf de Salern, lloc seleccionat gairebé per la força, atès que durant la conferència s'havia pres la decisió de retirar sis grups de bombarders pesats del teatre mediterrani i traslladar-los a la Gran Bretanya: això va obligar a la el general Eisenhower per recórrer a zones de desembarcament properes a Sicília (com les regions del sud d'Itàlia) i renunciar a objectius més ambiciosos i llunyans, com el golf de Gènova. Els aliats pretenien desplegar esquadrons de bombarders estratègics a Foggia en suport de l'operació Pointblank, part integral de l'estratègia de bombardeig aeri d'Alemanya, i per proveir-los adequadament era necessari controlar el gran centre logístic representat pel port de Nàpols , situat a només 70 quilòmetres al nord de Salern. Tanmateix, ni Washington ni Londres consideraven Allau un preludi per a la conquesta de tota la nació; els nord-americans només van demanar bases segures per als seus bombarders, mentre que els líders britànics consideraven el compromís a Itàlia com una manera de mantenir oberta la finestra per a una intervenció posterior als Balcans.
El 26 de juliol, el tinent general Mark Clark, comandant del 5è Exèrcit desplegat al nord d'Àfrica, va rebre els plans per a l'estudi dels preparatius per al desembarcament al golf de Salern, a realitzar inicialment amb el VI Cos dels Estats Units. El 3 d'agost es va traslladar a Mostaganem per assistir a les fases finals de l'entrenament, però els preparatius van acabar no sense malentesos entre els americans i els britànics i dins de les files del mateix exèrcit. El general Harold Alexander, comandant del 15è Grup d'Exèrcits format pel 5è Exèrcit britànic i el 8è Exèrcit del general Bernard Law Montgomery, va instar repetidament a Eisenhower a permetre les operacions "Buttress" i "Goblet" (plans d'atac amfibi a Calàbria de competència exclusivament britànica) van ser considerats el principal atac contra la Itàlia continental. Montgomery també va donar suport a aquesta idea i al principi es va decidir que l'operació Ciutat de la Badia, que es llançaria a través de l'estret de Messina tan bon punt acabés la campanya siciliana, seria seguida de Buttress, és a dir, el desembarcament del X Cos del general Brian Horrocks a Gioia Tauro. El 17 d'agost, però, els caps d'estat major aliats a la Mediterrània van defensar l'ús de dos cossos d'exèrcit per a Allau i, en conseqüència, al X Cos es va unir el VI Cos dels Estats Units per atacar Salern; Buttress va ser cancel·lat i la força emprada en l'operació de Ciutat de la Badia es va reduir a una sola brigada reforçada per quatre batallons, causant una gran irritació a Montgomery: va protestar enèrgicament davant Alexander, aixecant l'espectre d'un desastre amfibi, i va aconseguir obtenir el XIII Cos amb la 5a Divisió d'Infanteria, la 1a Divisió canadenca i la 231a Brigada.

## Les conseqüències de la capitulació italiana

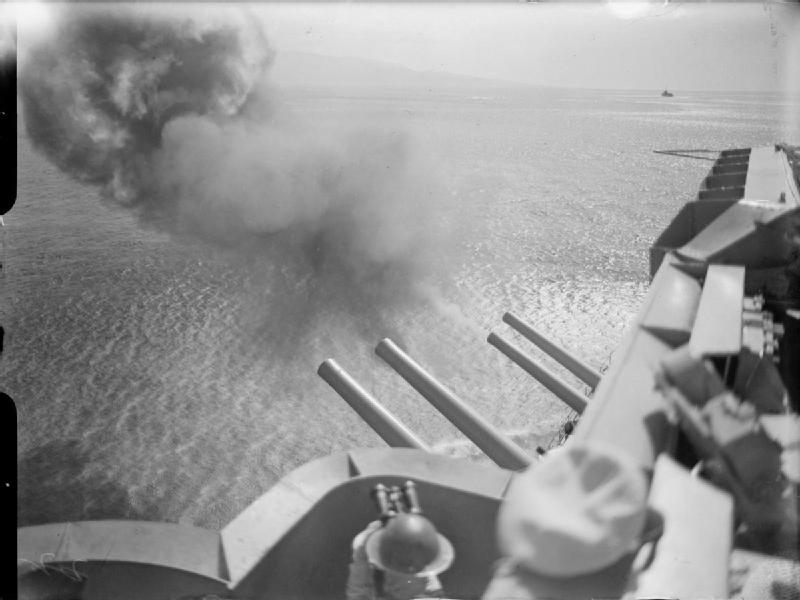
El Warspite obre foc contra la costa de Calàbria en preparació de l'operació Ciutat de la Badia

Els planificadors aliats consideraven indispensable una estreta coordinació entre Allau i Ciutat de la Badia, no només a causa de la relativa escassetat de vaixells de desembarcament, sinó també per les preocupacions que nodrien els nivells superiors (per exemple pel general Alexander) sobre la resistència italiana al continent, que era suposadament molt més incisiu que el que es troba a Sicília. Els dirigents, doncs, consideraven crucial concloure un armistici amb Itàlia el més aviat possible, acte que s'esperava que assoleixi un greu cop a Alemanya i, en el millor dels casos, desorganitzaria la previsible defensa alemanya de la península. Aquest desig també va ser dictat pel fet que les reserves per a l'atac a Salern haurien de fluir del nord d'Àfrica i Sicília, donant als italoalemanys un temps preciós per preparar un contraatac. Finalment, els aliats van acordar que l'anunci de l'armistici buscat seria donat simultàniament per Eisenhower i Badoglio a les 18.30 hora local, el mateix dia del llançament previst de la 82a Divisió Aerotransportada a Roma (operació Giant 2, prevista per al 7-8 de setembre): sembla que els italians van ser alertats per una transmissió codificada del Servei italià de la BBC.
Mentrestant, a les 03.45 del 3 de setembre, es va posar en marxa l'operació Baytown, introduïda pel foc concentrat dels cuirassats HMS Nelson, HMS Warspite i HMS Valiant, el monitor HMS Erebus, una multitud de destructors i unitats més petites i tota l'artilleria nord-americana col·locada a Sicília. al tram de costa entre Reggio Calàbria i Villa San Giovanni. Malgrat aquesta mostra de poder, el general Montgomery mai va donar un pes especial al desembarcament a Reggio de Calàbria, atès que no li agradava posar les tropes en riscos innecessaris i que en aquell període estava esperant saber quin seria el seu comandament en l'abast de la següent operació Overlord: segons l'historiador Eric Morris, no tenia cap intenció d'arruïnar la seva reputació amb cap fracàs en un front considerat secundari. L'ascens a Calàbria del 8è Exèrcit va ser, per tant, prudent: Montgomery va mantenir la preocupació d'haver de gestionar un contraatac alemany (malgrat que la intel·ligència de l'exèrcit havia conclòs amb raó que les forces alemanyes a Calàbria eren insignificants), no va amagar que va considerar Allau un error i es va mostrar amarg perquè Ciutat de la Badia, que s'havia convertit en una operació auxiliar, se li hagués confiat mentre que Clark, amb menys experiència al comandament, hauria dirigit l'atac amfibi a Salern.

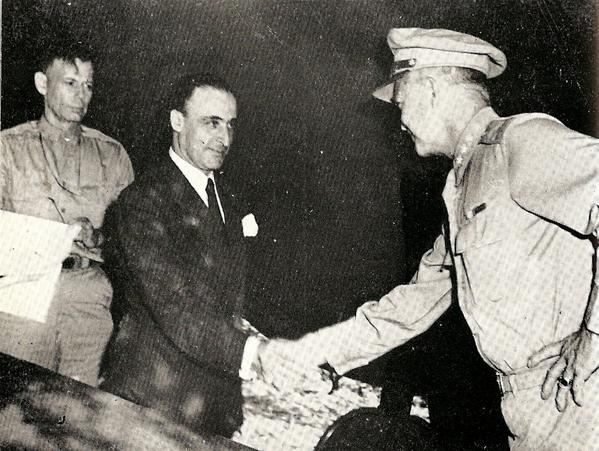
El general Castellano (al centre) dona la mà al general Eisenhower el 3 de setembre, poc després de la signatura de l'armistici de Cassibile; al fons el general Bedell Smith, cap d'estat major d'Eisenhower

La tarda del 3 de setembre, el general Giuseppe Castellano, delegat de Badoglio, va signar l'armistici de Cassibile. Clark i Montgomery van ser informats per Eisenhower poc després, que només aleshores els va revelar l'existència de l'operació de paracaigudes a Roma, amb el suport esperat del Regio Esercito que suposadament havia d'ocupar els aeròdroms dels voltants de la capital i obrir els ports de Tàrent i Bríndisi, en el primer dels quals la 1a Divisió Aerotransportada britànica arribaria a bord d'unitats navals. Clark va protestar davant Eisenhower perquè, segons ell, el 82 s'hauria d'haver llançat en paracaigudes pel Volturno (Operació Gegant 1) amb l'encàrrec d'ocupar tots els passatges i evitar així que les forces alemanyes desplegades al sud de Roma avancessin cap al cap de pont aliat de Salern. Atès que l'operació a Roma hauria tingut importants implicacions polítiques, Clark es va veure obligat a acceptar la decisió presa i el 179è RCT, pres de la 45a Divisió d'Infanteria, va substituir per tant els paracaigudistes com a reserva flotant. A les seves memòries, Clark va escriure: "Em vaig quedar sense paracaigudistes per volar els ponts sobre el Volturno, però el nostre atac hauria estat menys greu del que s'esperava si els italians s'haguessin negat a resistir", i va considerar l'Operació Gegant 2 "inútil, perquè No podia entendre com els paracaigudistes podien reeixir en la seva empresa, davant la forta concentració alemanya prop de la capital, […] ni podia entendre com podíem ajudar-los des del mar [...]".
Poques hores després de l'inici de l'operació Giant 2, els italians es van reflexionar i Badoglio va enviar el següent missatge als aliats: «Després dels canvis en la situació, que clarament va empitjorar, i a causa de la presència de forces alemanyes a la zona de Roma, no és més possible anunciar l'armistici perquè la capital seria ocupada i el poder assumit per la força pels alemanys. L'operació ja no és possible, perquè no tinc les forces necessàries per mantenir els aeroports”. La realitat era que les Forces Armades Reials no havien fet res al seu poder per donar suport a les operacions angloamericanes; la cadena de comandament de l'exèrcit estava en total confusió i, mentre que alguns generals donaven suport als aliats, d'altres no estaven molt convençuts del que s'havia acordat. A les 08:00 del 8 de setembre, Eisenhower va rebre el missatge de Badoglio, amb la petició adjunta d'ajornar l'anunci de l'armistici; Tanmateix, el Comandant Suprem Aliat va telegrafiar als Caps d'Estat Major Conjunt : "[…] He decidit no acceptar el canvi demanat pels italians. Tenim la intenció de continuar amb el pla i anunciar l'armistici i iniciar posteriorment la propaganda i altres mesures”. Els nord-americans ja havien enviat el comandant adjunt de la 82a Divisió, el major general Maxwell Taylor, a Roma per coordinar-se amb els italians: va arribar el 7 de setembre amb el coronel William T. Gardiner, va poder veure personalment la situació i va enviar una transmissió aquell mateix vespre a Eisenhower per cancel·lar l'atac; la tarda del dia 8 el va tornar a reenviar, tement que no s'hagués rebut. En realitat, el missatge va arribar just a temps per aturar els primers avions a les pistes i evitar un desastre. A les 18.30 el general Eisenhower va emetre per ràdio l'anunci de l'armistici, imitat al vespre per Badoglio que, durant la nit, va fugir de Roma amb la família reial, alguns representants militars del govern i funcionaris cap a Bríndisi: els alemanys van ocupar així el ciutat amb poc esforç.

## Terreny
Molt pocs dels estrategs aliats consideraven la costa de Salern com una opció ideal per a un desembarcament: platges molt més adequades es trobaven al nord de Nàpols i al golf de Gaeta, però van ser descartades perquè estaven fora de l'abast dels caces Supermarine Spitfire estacionat a Sicília; de fet, l'aeronau amb prou feines hauria aconseguit cobrir el golf de Salern, de manera que l'aeroport de Montecorvino, a l'immediat interior de Salern, es va convertir en un dels objectius a conquerir al més aviat possible. Pel que sembla, el golf semblava ideal per a una operació amfíbia: la visibilitat era excel·lent i la costa sorrenca, tallada en dos pel riu Sele, era ampla i estreta, dominada però per altures perilloses que permetien als possibles defensors mantenir-la sota el foc juntament amb els mitjans. de desembarcament, els vaixells romanen al port i les tropes van desembarcar. A més, durant els vint anys de feixisme, la plana del Sele havia estat recuperada i els canals constituïen un obstacle per al trànsit aliat. La capital, però, va ser una preciosa cruïlla de camins per als aliats, atès que les carreteres estatals núm. 18 (que unia Nàpols amb Reggio Calàbria), n. 19 (que des de la veïna Battipaglia passava per Eboli i Potenza, per arribar finalment a Catanzaro) i la n. 88 (Salerno-Morcone, creuant Avellino). Finalment, a través del coll de Chiunzi, es podia arribar a Nàpols des de Maiori, o agafar la ruta de Sorrento-coll d'Agerola. Tanmateix, es tractava de camins que discorren pels fons de la vall i que es podien defensar i interrompre fàcilment.

## Plans i forces oposades

### Aliats

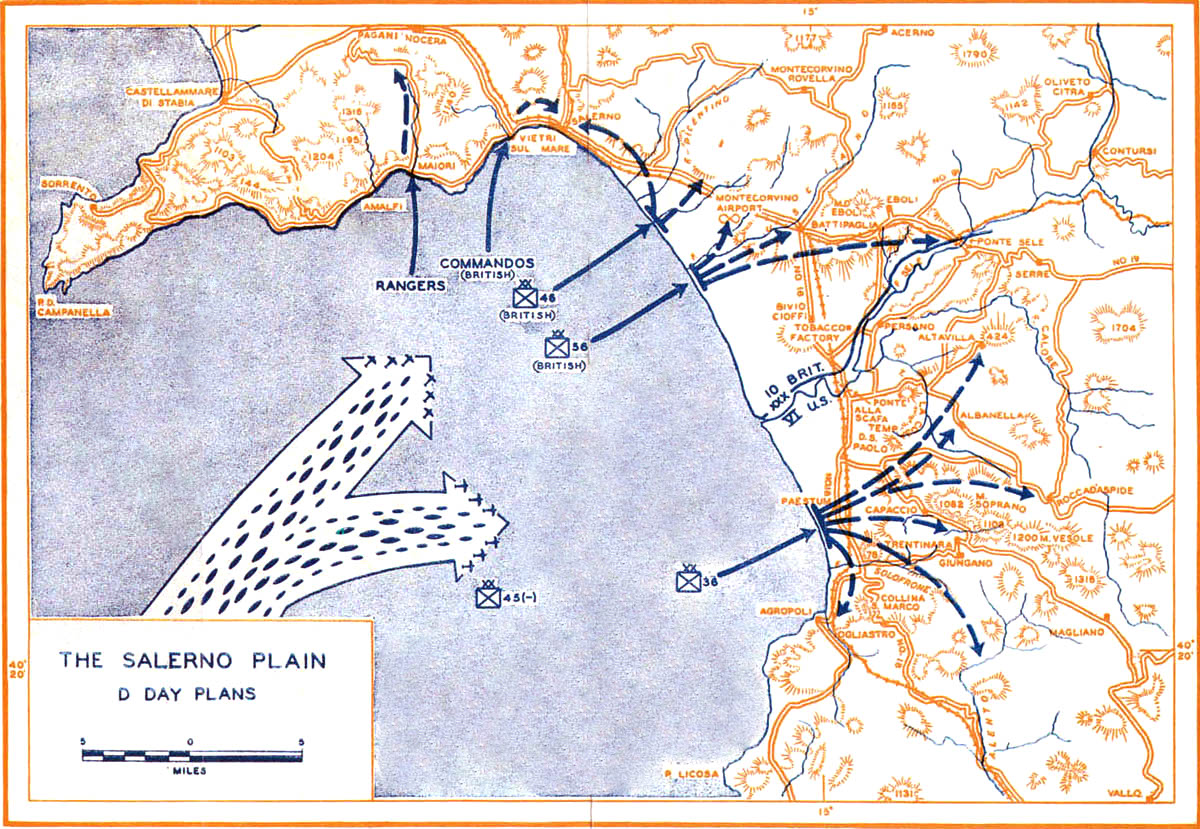
El pla d'invasió aliada per al Dia D el 9 de setembre

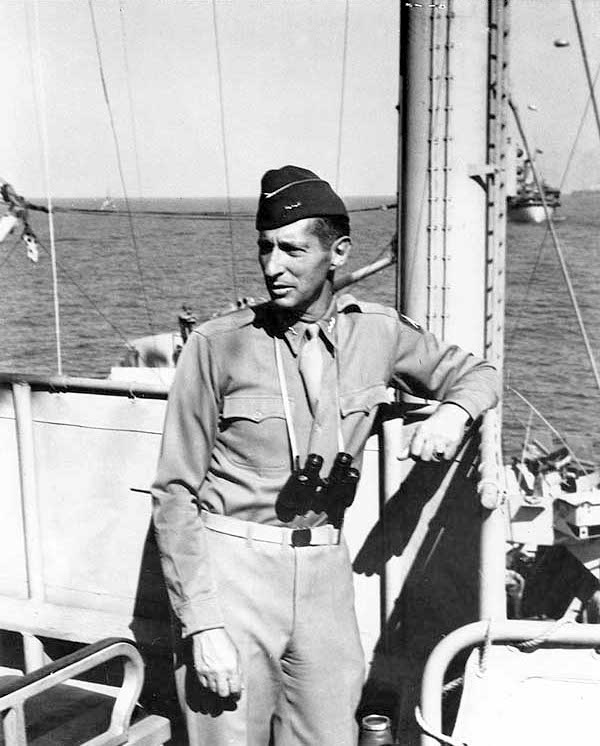
El tinent general Mark Clark, comandant del 5è Exèrcit, fotografiat a bord del vaixell de comandament USS Ancon

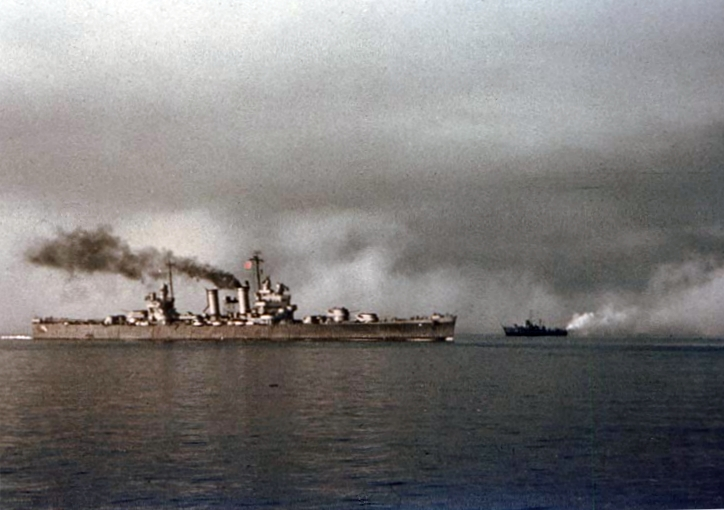
El creuer lleuger davant de Salerno: els aliats van gaudir d'un sòlid suport naval

Els detalls de l'operació es van discutir el 23 d'agost a Alger, durant una reunió entre Eisenhower, Alexander, Cunningham, el mariscal de l'aire Arthur Tedder, el general Carl Andrew Spaatz de la USAAF i Montgomery. Tothom va estar d'acord que l'empenta del 8è Exèrcit seria una diversió i que l'esforç principal el faria el 5è Exèrcit a Salern. La força de desembarcament estaria composta per dos cossos d'exèrcit: el VI Cos dels Estats Units del general Ernest Dawley, compost per la 34a i la 36a divisions d'infanteria, la 1a divisió blindada i la 82a aerotransportada; i el X Cos britànic, a les ordre sdel tinent general Richard McCreery, que havia substituït a Horrocks, ferit durant un atac aeri alemany a Bizerta el juny de 1943, que comprenia les divisions d'infanteria 46a i 56a, la 7a Divisió Cuirassada i la 1a Aerotransportada (destinada a l'operació Slapstick), que haurien de conquerit Nàpols i llavors unir-se al 8è Exèrcit del general Montgomery procedent de Calàbria.
Encara que havia perdut el suport de la seva divisió aerotransportada, Clark va idear un pla que es va considerar atrevit i imaginatiu. Les lliçons apreses de l'atac a Sicília havien tornat a subratllar la necessitat d'ocupar un gran port als pocs dies del desembarcament: per això comptava amb prendre Nàpols el cinquè dia després del desembarcament (D+5, 13 de setembre) aprofitant el factor sorpresa. Així doncs, va descartar el bombardeig preliminar de les platges i va ordenar al seu exèrcit que ocupés el més ràpidament possible les gorgues que dominaven la carretera estatal núm. 18, impedint que els alemanys s'apoderessin d'ella. Els dos cossos del 5è Exèrcit haurien estat dividits pel Sele: els nord-americans haurien desembarcat al sud, que haurien tingut l'encàrrec de protegir el costat dret dels britànics, unint-se 15 quilòmetres més terra endins a Ponte Sele passant per Altavilla (els britànics, al seu torn, completarien el moviment de pinça passant per Battipaglia i Eboli), ocuparien l'alçada i s'unirien amb el 8è Exèrcit que venia del sud. Tres batallons de rangers desembarcarien a Maiori, al flanc esquerre del X Cos, per ocupar la carretera costanera i aançar cap al l'interior fins a Nocera, que dominava l'accés a la plana de Nàpols. A Vietri, a uns 20 quilòmetres a la dreta dels rangers, haurien desembarcat el Comando número 2 de l'Exèrcit Britànic i el Comando número 41 (Royal Marines), encarregats de conquerir els turons per sobre de Salern per assegurar la ruta de la carretera estatal núm. 88 i la vall anomenada "La Molina", per on passava la carretera estatal n. 18 que connectava Salern amb Cava de' Tirreni Les forces especials donarien pas llavors a la infanteria de la 46a Divisió, que al seu torn donaria pas a la 22a Brigada Cuirassada de la 7a Divisió Cuirassada britànica; aquesta última havia de desembarcar el 10 de setembre i emprendre immediatament una carrera cap a Nàpols. L'assalt al sector nord-americà, des de Paestum fins a Agropoli, va ser encarregat a la 36a Divisió, formada per soldats texans i comandada pel major general Fred Walker, un antic professor de Clark a Fort Lewis, que hauria tingut el seu bateig de foc el mateix any a Salern: el comandant del 5è Exèrcit tenia confiança en Walker i el personal de la divisió i, per tant, va mantenir a la reserva la 34a Divisió més experimentada. Per part britànica, al contrari, l'assalt inicial va implicar les dues divisions disponibles: la 46a Divisió, sota les ordres del major general John Hawkesworth hauria atacat al llarg de la part occidental del front, prop de la ciutat de Salern; la 56a Divisió, dirigida pel major general Douglas Graham, marxaria per la costa davant la plana davant Battipaglia, en direcció a l'aeroport de Montecorvino.
El complex de forces era d'uns aproximadament 30 000 soldats britànics i 25.000 nord-americans per atacar les posicions alemanyes que, segons es calculava, podrien ser reforçades en poc temps per uns100.000 soldats. Els comandaments aliats, de fet, es van mantenir molt preocupats pel potencial de reacció alemanya al sector i, per tant, es va confiar molt en la puntualitat de l'arribada de Montgomery des de Calàbria. Era una possibilitat, però, lluny de ser certa; com que tant Clark com el general britànic van perseguir les seves pròpies ambicions i van intentar satisfer les seves pròpies necessitats, els dos exèrcits van lliurar cadascun la seva pròpia batalla: el 5è Exèrcit va intentar anticipar-se als temps, el 8è Exèrcit va aconseguir dilatar-lo, aprofitant l'oportunitat de descansar els homes després de les llargues campanyes que havien enfrontat.
L'almirall Henry Hewitt comandaria els dos equips navals assignats a l'operació, un per a cadascun dels dos exèrcits desplegats ; Hewitt acompanyaria personalment les forces nord-americanes a bord del seu vaixell insígnia, l'USS Ancon, que també serviria com a quarter general de Clark fins que pogués anar a terra. El mateix general va fer tot el possible per crear el que ell mateix va definir com una "reserva flotant", és a dir, una força de suport composta per nou LST, sis LCI i quaranta-vuit DUKW que haurien format part de la flota de Hewitt i que haurien embarcat la 45a Divisió d'Infanteria (major general Troy Middleton), disposada a arribar a Salern en cas de necessitat.

### Alemanya

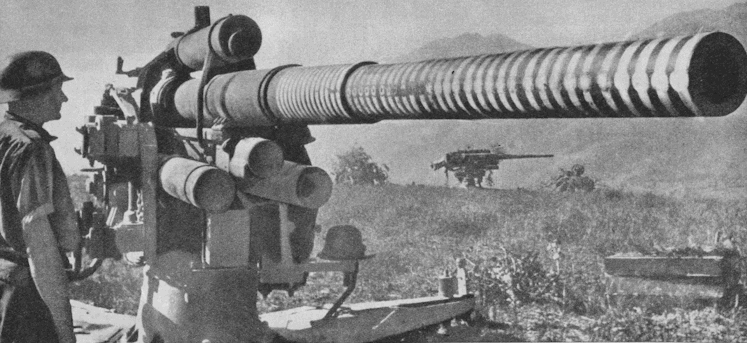
Bateria de canons FlaK de 8,8 cm, utilitzada amb notable èxit també per al tir antitanc: les ratlles blanques de la boca indiquen els avions i els blindats enemics destruïts

Després de la retirada de Sicília, la principal unitat de combat a disposició del mariscal de camp Albert Kesselring va ser el  10è Exèrcit del tinent general Heinrich von Vietinghoff, fruit de la fusió de les forces alemanyes a la Itàlia continental amb els que havien fugit de l'illa: comptava amb al voltant de 135.000 homes, inclosos els efectius de la 16a Divisió Panzer (general de divisió Rudolf Sieckenius), probablement la divisió alemanya millor equipada de la zona. L'exèrcit encara s'estava desenvolupant quan es va fer pública la rendició italiana, deixant els alemanys en un antic país aliat, amb amenaces imminents d'invasions amfíbies i comunicacions febles per l'enfonsament gairebé total de la xarxa telefònica. Des de la seva seu a Frascati, Kesselring va intentar gestionar la confusa situació de la millor manera possible, fent ús de la informació que havia rebut: el 6 de setembre els oficials de reconeixement de la Luftwaffe havien informat de fet que portaavions britànics s'estaven reunint i un informe de la Kriegsmarine havia plantejat la hipòtesi d'un atac cap al golf de Salern. El dia 7 havia arribat la notícia de la presència d'un comboi al nord de Palerm, confirmada la tarda següent i suficient per donar l'alarma. Encara que incomplet, el panorama estratègic suggeria que Roma no seria investida immediatament i, després d'haver rebut l'autorització de Hitler, Kesselring va llançar l'operació Achse a les 20 h del 8 de setembre. Pel que fa a la presència del 8è Exèrcit a Calàbria, ni el mariscal de camp ni els seus tinents van creure que fos el pròleg d'un avanç angloamericà fins a Roma i van concedir a aquest sector només un vel de tropes, amb funcions de rereguarda: però a petició per més reforços per a l'àrea de Salern, Kesselring i el seu cap d'estat major, el general Siegfried Westphal, van ser rebutjats a dues divisions blindades pel coronel general Alfred Jodl (cap d'estat major de l'OKW) i el comandament del Grup d'Exèrcits B estacionat allí al centre-nord d'Itàlia. De fet, el grup d'exèrcits argumentava que ells, en aquell moment estacionats a Màntua, eren necessaris al nord i que, en tot cas, haurien arribat massa tard; Kesselring, però, va respondre que els 700 quilòmetres entre Màntua i Salern es podrien haver fet en pocs dies, plantejant la hipòtesi que els reforços podrien haver arribat el 13 de setembre quan el destí de la lluita encara estava en equilibri; no va aconseguir, però, persuadir els seus superiors.

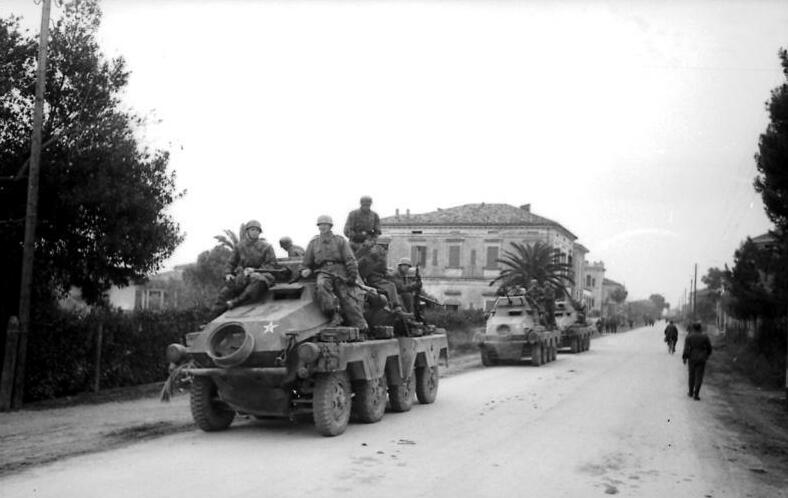
Fallschirmjäger a bord d'un cotxe blindat Sd.Kfz. 231 8 rad, pertanyent a la 16. Panzer-Division marxant cap al front

Diversos oficials van reconèixer que l'aparent falta de coordinació entre les operacions del 5è Exèrcit i el 8è Exèrcit (a partir del 9 de setembre Montgomery encara es trobava a Nicastro, a uns 320 quilòmetres de Salern) oferia una oportunitat per assolir un gran cop als Aliats, i Kesselring va observar que " Els plans aliats sempre demostren que la preocupació dominant […] era assegurar el cent per cent d'èxit, fet que els va portar a recórrer a sistemes i mitjans ortodoxos". Aquestes valoracions el van convèncer definitivament de confirmar l'ordre al general von Vietinghoff d'abandonar Calàbria i concentrar els seus homes i recursos a Salern. La 16a Divisió Panzer hauria resistit l'impacte inicial dels angloamericans, amb una força d'aproximadament entre 17.000 i 20.000 homes, 104 tancs i 700 metralladores. Tan bon punt es va anunciar l'armistici, la divisió va assumir el control de les posicions defensives que oferia la zona de Salern; aleshores, el general Sieckenius la va dividir al llarg de la vall de la Sele en quatre kampfgruppe (cadascun amb el nom del seu propi comandant) separats a uns 10 quilòmetres, per cobrir el front del golf des de Salern al nord fins a Agropoli al sud. També utilitzant les armes capturades a la 222a Divisió Costera Italiana, que havien quedat fora de combat, els alemanys van aixecar vuit reductes fortificats per donar suport a l'acció de les unitats, de 400 metres d'ample i equipats amb palissades, armes automàtiques, morters, canons pesats i envoltat de camps de mines. També es van instal·lar posicions d'observació al Monte Soprana, que ens van permetre gaudir d'una excel·lent vista de les platges i el mar davant i poder dirigir amb precisió el foc d'artilleria: això va disminuir l'eficàcia de les cortines de fum fins i tot esteses pels aliats.
Altres quatre divisions del 10è Exèrcit podrien haver confluït per ajudar Sieckenius, totes situades a les proximitats del golf i preparades per ser utilitzades no directament a les platges -l'artilleria naval aliada ja havia demostrat la seva letalitat a Sicília- sinó a l'interior. , aprofitant les posicions més altes. El XIV. Panzerkorps (General der Panzertruppe Hermann Black) va rebre l'ordre de desplegar-se contra les forces del X Cos britànic mentre el LXXVI. Panzerkorps (General der Panzetruppe Traugott Herr) hauria d'enfrontar-se als nord-americans al sud de la Sele; tanmateix, els moviments relacionats no estaven ben organitzats. De fet, si la Fallschirm-Panzer-Divisió 1 "Hermann Göring" i elements de la 1a Fallschirmjäger-Division i la 15a Divisió Panzergrenadier (desplegada al nord al golf de Gaeta, però sense vehicles blindats) van començar a moure's durant la nit entre el 9 i el 10, les altres dues unitats van trigar més: la 29a Divisió Panzergrenadier va romandre aturada durant dos dies prop del golf de Policastro per escassetat de combustible i la 26a Divisió Panzer va necessitar una setmana per arribar a Salern, després d'haver transportat va sortir accions de rereguarda contra la 1a divisió canadenca i, a més, sense el seu component blindat, va marxar a Roma. Kesselring va decidir finalment abandonar Còrsega: gràcies a l'acció decisiva del tinent general Fridolin von Senger und Etterlin, així com 30.000 homes amb tot el seu equip (incloent l'experimentada 90. Panzergrenadier-Division) van ser transportats sense incidents al continent italià i es van reagrupar prop de Pisa, encara que no a temps per desembocar a Campània.

## Progrés de la batalla

### Els desembarcaments
| «                                                                                    | S'han de destruir completament i tornar-los al mar. Han d'entendre que no tenen cap esperança contra el poder concentrat d'Alemanya. | » |
| — Declaració d'Albert Kesselring transcrita al diari de l'OKW del 29 d'agost de 1943 | |   |

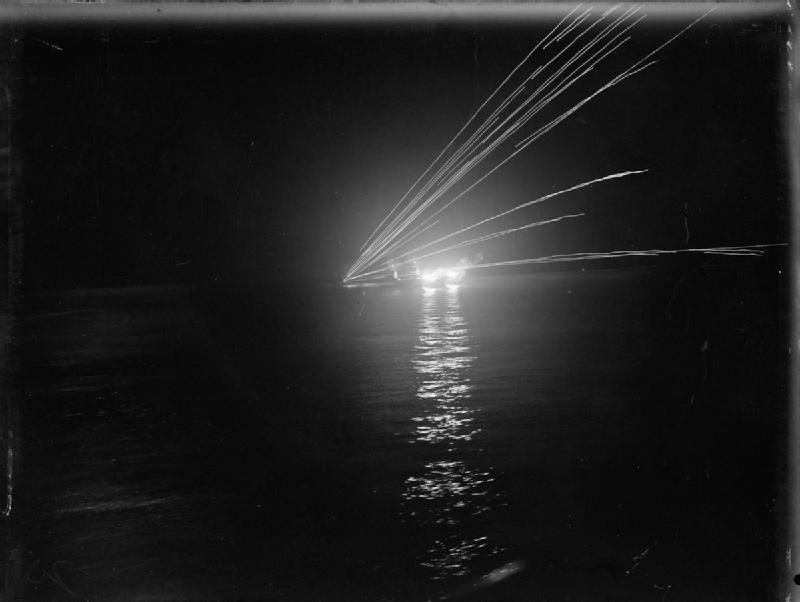
Foc antiaeri del cuirassat Warspite, durant les fases nocturnes dels desembarcaments

Les forces alemanyes desplegades a la Itàlia continental feia dies que estaven en alerta, esperant un desembarcament aliat; quan l'assalt amfibi es va fer cert, a les 14.00 hores del 8 de setembre el comandament de la 16a Divisió Panzer va transmetre el missatge d'avís previ "Operació Feuerbrunst" a tots els subordinats, seguit a les 16.30 hores d'un segon anunci "Atenció Operació Orkan", que comunicava que el comboi aliat era ara a la vista. La patrulla de radioreconeixement blindat del segon tinent Rocholl, que patrullava a la zona de Salern, va enviar alguns destacaments a Castellammare i Vietri: menys de quatre hores després es va anunciar la capitulació italiana. La notícia la va conèixer immediatament el cos expedicionari anglo-americà i va despertar una gran onada d'optimisme, que amb prou feines va ser continguda pels oficials. Paral·lelament, els sapadors alemanys van fer volar el moll de Salern i les posicions abandonades o despejades pels italians van ser ocupades. Poc abans de la mitjanit del dia 9, la flota d'invasió es va posicionar a menys de 20 quilòmetres de la costa; va reunir un total de 642 vaixells distribuïts en més de 1.500 quilòmetres quadrats. El general Clark va assumir el comandament total de les operacions, va iniciar els procediments de preparació del desembarcament i, a les 02:00 hores, va transmetre a Alexander: "L'àrea de transbordament va arribar tal com estava previst. Vaixells baixats al mar i ara en posició. Mar en calma. Desembarcament programat a temps" A les 03:30, a l'extrem dret del desplegament, els batallons d'assalt de la 36a Divisió  van desembarcar sense cap suport de foc preparatori a les quatre platges designades a la zona de Paestum, amb l'esperança de sorprendre els defensors. Tanmateix, els alemanys van disparar bengales i immediatament van poder ajustar el foc de metralladores, morters i alguns canons FlaK de 88 mm ben col·locats; també van activar un altaveu que va emetre el missatge en anglès: "Avanceu i rendiu-vos. Esteu sota foc!". Les primeres onades es van succeir amb vuit minuts de diferència, però el foc dels defensors es va mantenir molt intens i aviat les platges s'havien inundat d'homes, cadàvers, vehicles i restes. En alguns moments el foc d'artilleria va ser tan intens que va obligar la nau de desembarcament a tornar enrere sense haver descarregat els homes per tornar a intentar-ho en un altre punt de la costa.
Els artillers alemanys estacionats dins les muralles de Paestum disparaven contínuament i, des dels graners i des de tots els edificis propers a la costa, els tancs disparaven contra les tropes que aconseguien entrar a les dunes just darrere de les platges. A primera llum, van aparèixer grups d'avions de la Luftwaffe, ametrallant i llançant bombes contra les tropes a la platja i contra els LST en alta mar; aquestes incursions aviat es van confirmar com la pitjor amenaça i l'evidència d'això va quedar en els escrits del corresponsal de guerra John Steinbeck, embarcat en un vaixell de la flota d'invasió: "Quan s'encén la llum vermella de l'avís aeri, els destructors comencen a moure's en cercle al voltant dels vaixells més grans, eructant un fum blanquinós que fa olor de sofre. Continuen serpentejant d'anada i tornada fins que amaguen tota la flota amb la seva boira artificial. […] Aleshores, a través del fum, comencem a escoltar els cops sords de les bombes. […] I les explosions de les bombes travessen l'aigua i arriben a la nau. Els sents vibrar sota els teus peus". En la confusió, desenes de LST van alliberar tropes als sectors equivocats però més tranquils, molts soldats van romandre separats de les armes que els acompanyaven i les comunicacions van ser en molts casos difícils, tant per la pèrdua d'equipament com per l'intens foc alemany. No obstant això, algunes unitats van aconseguir avançar terra endins, superar les tanques i aniquilar algunes de les posicions alemanyes: el primer objectiu dels nord-americans va ser la línia de ferrocarril que anava paral·lela a la costa. A les 06:00 el DUKW va aconseguir aterrar les primeres armes pesades, els obusos M114 de 155 mm dels 133è i 151è batallons d'artilleria de camp, mentre que els bulldozers començaven a obrir buits per als vehicles blindats que s'esperaven a les platges.

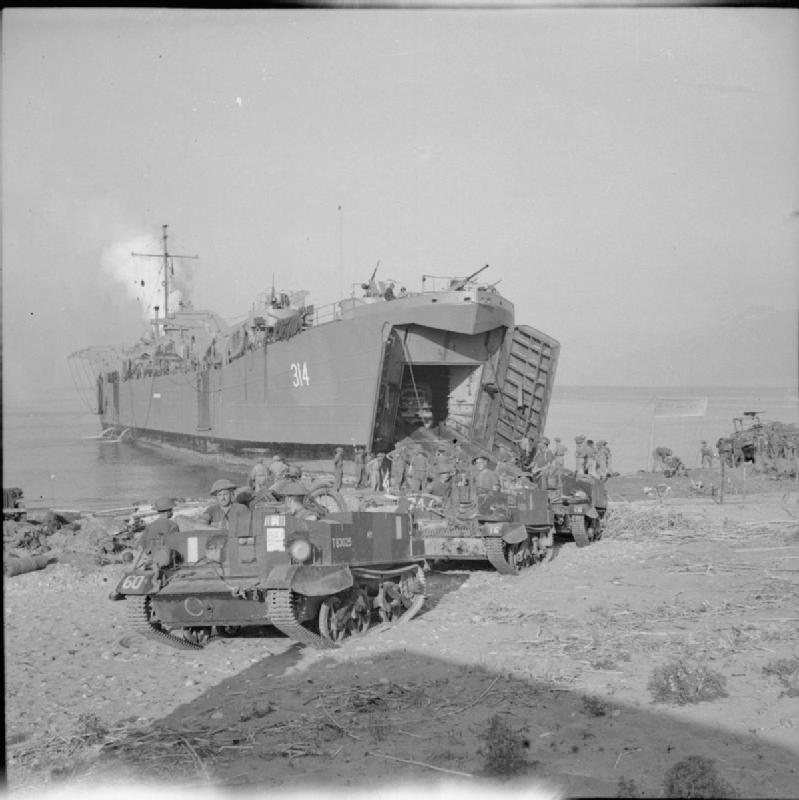
Un LST aterra la seva càrrega d'homes i vehicles, concretament un Universal Carrier, a les platges de Salern

Al sector nord, els comandos britànics i els rangers nord-americans, liderats pel tinent coronel William Darby, van aconseguir agafar per sorpresa les defenses enemigues i es van apoderar de les altures properes a Maiori, que van servir de pilar per al flanc esquerre del desplegament. Com que havia trobat molt poca resistència, Darby va enviar el 1r i el 2n batallons cap al coll de Chiunzi, al cim de la serralada que domina la península de Sorrento, i va mantenir el 3r batalló a la costa. El terreny accidentat i la vegetació van frenar l'avanç, però poc després de la sortida del sol l'avantguarda dels rangers va arribar al cim i es va atrinxerar, a uns 1,5 quilòmetres del congost de Nocera: aquí se'ls va unir el cos principal dels batallons i Darby va contactar amb el general Clark (obviant la cadena de comandament que li obligava a informar al general McCreery) comunicant l'èxit de la missió. Els rangers, en realitat, es trobaven en una posició equivocada, atès que els reforços alemanys destinats al cap d'aterratge es dirigien a Salern just a través del congost de Nocera i van evitar el coll. Darby, per tant, mancat de les armes pesades necessàries per enfrontar-se a les forces blindades enemigues, es va veure obligat a romandre inactiu i limitar-se a observar les tropes alemanyes que es dirigien al front, no completant efectivament la seva missió.
A la dreta dels rangers, els comandos britànics reunits a la "Layforce" van desembarcar a Vietri sul Mare, a uns 11 quilòmetres a l'est de Salern. Al nord d'aquest poble hi havia Cava de' Tirreni i el congost, o vall, de Molina, que era el seu principal objectiu: en conquerir-lo haurien d'impedir que les tropes alemanyes utilitzessin el coll que conduïa de Cava a Vietri a través del congost; a més, havien tingut l'encàrrec d'ocupar el pont de la carretera que travessa el congost que, si fos destruït pels alemanys, hauria embotellat el cap de pont i aïllat els guardabosques a Nocera. Els britànics, però, es van trobar a Vietri amb una tossuda oposició que va provocar diverses pèrdues i que va ser replicada pels alemanys també a l'interior. Arribats amb dificultat al congost de Molina, es van adonar que els alemanys estaven atrinxerats en posicions ben defensades i que continuaven rebent reforços, atès que els rangers no van poder tapar la bretxa de Nocera. L'equipament lleuger dels comandos també era insuficient per mantenir una llarga batalla defensiva i l'únic suport amb el qual podien comptar per expulsar els alemanys del congost, és a dir, els vehicles blindats de la 46a Divisió, va tardar a arribar.

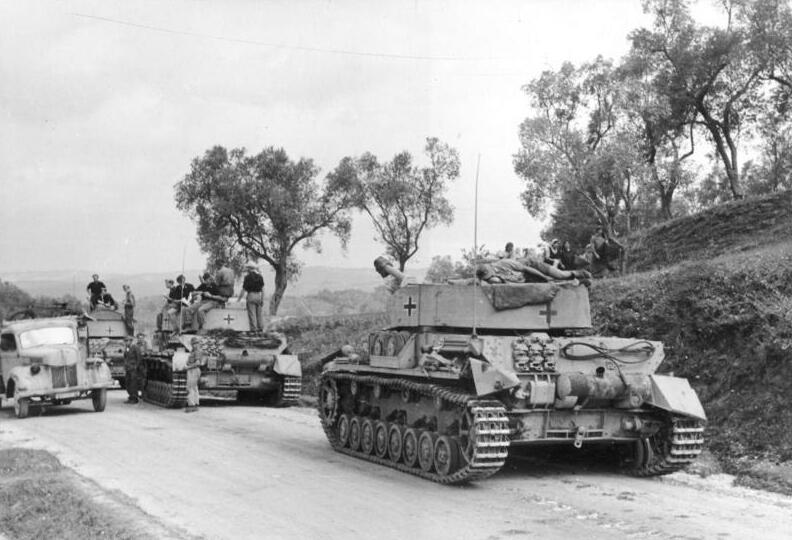
Panzer IV de la 16a Divisió Panzer al sud d'Itàlia, finals de l'estiu de 1943

Les divisions 46 i 56 van aterrar a la dreta del "Layforce" en dos punts flanquejant l'aeroport de Montecorvino, a poc menys de 5 quilòmetres, i cap a Battipaglia. En aquest sector els britànics van explotar un intens bombardeig preparatori i així van aconseguir desmuntar parcialment les defenses alemanyes Els soldats de la 46a Divisió van ser tanmateix rebuts pel violent foc del 64è regiment Panzergrenadier, que els va obligar a lluitar metre a metre i requerir el suport de l'artilleria naval; va ser un cas aïllat, perquè la resistència a les platges era generalment esporàdica Va ser la conquesta de Salern la que es va retardar per accions de rereguarda efectives i demolicions, i la ciutat va haver de ser conquerida casa per casa: això va frenar els mitjans de la 46a Divisió que s'havia d'haver reunit amb els comandos de Vietri i Cava, i només a última hora de la tarda una unitat d'infanteria es va incorporar a les tropes especials. La 56a Divisió no va sortir millor a causa de l'extrema defensa alemanya de les pistes de l'aeroport; les unitats "Royal Hampshire" encarregades de fer-se càrrec de l'aeroport (clau per al suport aeri tàctic immediat al cap de pont) després que molts atacs i contraatacs no ho aconseguissin. Battipaglia, situada a la intersecció de les dues carreteres estatals fonamentals, n. 18 i n. 19, aviat va ser ocupada pel 9è Batalló "Royal Fusiliers" que tanmateix, perillosament exposat a l'artilleria alemanya i sense el suport de vehicles blindats, es va veure obligat a posar-se a la defensiva. Al final del dia el X Cos havia desembarcat aproximadament 23.000 homes, 80 tancs, 235 canons i 2.000 vehicles de tot tipus. En qualsevol cas, el general McCreery no va arribar a la línia prevista que hauria d'haver passat per Salern, l'aeroport de Montecorvino, els passos que surten de la plana, Battipaglia i l'encreuament viari d'Eboli.

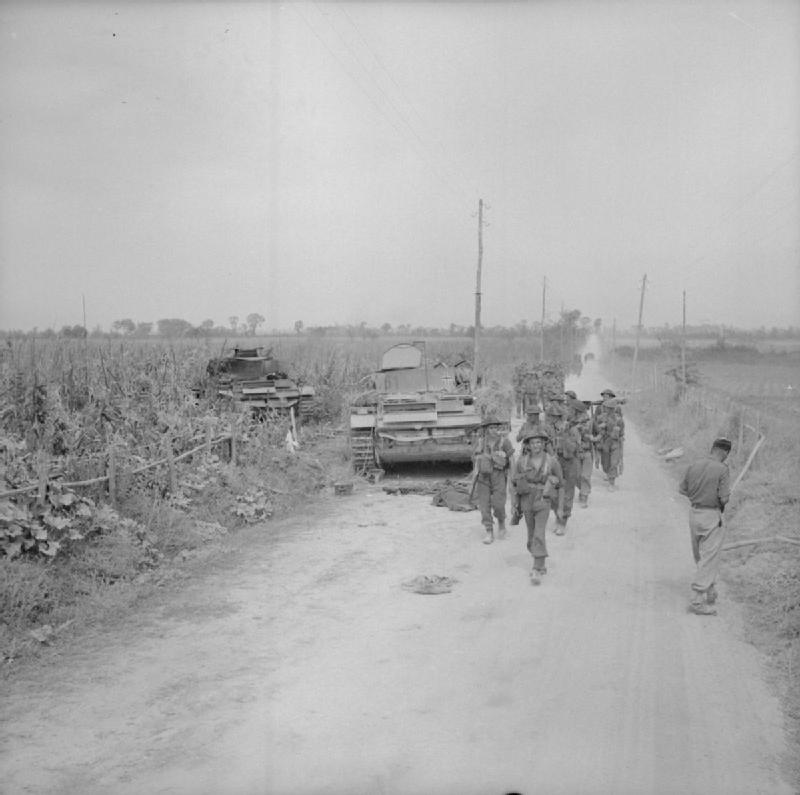
Les tropes britàniques superen dos panzers noquejats prop de Fasanara

Al sector nord-americà, el general Sieckenius havia col·locat dues companyies d'infanteria mecanitzada que, malgrat la seva inferioritat numèrica, van aconseguir atrapar els texans de la 36a Divisió a les platges i contenir amb èxit les empentes ofensives cap a l'interior. Només cap a les 09:00, els nord-americans van aconseguir trencar les línies alemanyes gràcies a la intervenció dels canons de 381 mm del monitor HMS Abercrombie i els laterals de 152 mm dels creuers lleugers USS Philadelphia i USS Savannah. Els vaixells s'havien pogut apropar només després que els dragamines, després d'hores d'activitat laboriosa, haguessin aconseguit netejar un canal a través dels camps de mines; els vaixells de guerra van poder desplaçar-se, a última hora del matí, a només un centenar de metres de la costa i colpejar amb precisió els panzers. La flota d'invasió, però, va trobar altres problemes. El rastreig de mines al sector nord-americà s'havia dut a terme de manera incorrecta i s'havia alentit pels atacs de la Luftwaffe; fins i tot el vaixell amb el general Walker a bord havia fet voltes durant cinc hores a uns 20 quilòmetres de la costa, i només va poder fer arribar l'oficial a terra cap a les 08:00. Walker va poder veure com l'absència de blindats aliats va animar els alemanys a llançar contraatacs cada cop més freqüents durant tot el dia, encara que sovint estaven descoordinats i mancaven de consistència. Segons l'historiador Morris, si aquestes accions s'haguessin gestionat de la millor manera possible, el cap de pont nord-americà s'hauria trobat en greus dificultats: al vespre, però, les tropes de la 36a Divisió s'havien consolidat més o menys fermament, encara que només dos dels quatre ponts de cap de pont van poder acomodar la nau de desembarcament.
Tanmateix, el pla de batalla aliat per al 9 de setembre havia fracassat parcialment, ja que havia previst la reunió entre els angloamericans al llarg del riu Sele al final del dia D; al contrari, els dos cossos d'exèrcit estaven separats per una bretxa que arribava al mar i que, en determinats punts, mesurava aproximadament 16 quilòmetres. La planificada i ràpida ocupació de Nàpols es va esfumar ja en les primeres hores de l'operació amfíbia per la inesperada resistència alemanya, i l'operació Slapstick, que en teoria hauria d'haver desviat part del 10è Exèrcit de Salern, no va aconseguir el seu objectiu: la 1a Divisió Aerotransportada va aterrar a Tàrent sense oposició, atès que el general von Vietinghoff havia donat la màxima prioritat al perill que planejava a Salern amb la intenció d'esborrar el cap de pont. Al campament aliat, el general Clark, però, considerava que la situació encara era bona en general i considerava la bretxa al llarg del Sele com un factor "no massa greu"; de fet, donava per fet que les platges estaven fermament en mans de les seves tropes que, el més aviat possible, s'haurien mogut tots dos per arreglar la bretxa entre els dos cossos d'exèrcit i per llançar un atac al terreny muntanyós amb l'objectiu de marxar immediatament cap a Nàpols. En realitat era massa optimista, va restar importància a la situació crítica del corredor Sele i es va deixar atreure cap a posicions altes, atorgant un avantatge considerable als alemanys.

### La batalla pel cap de platja

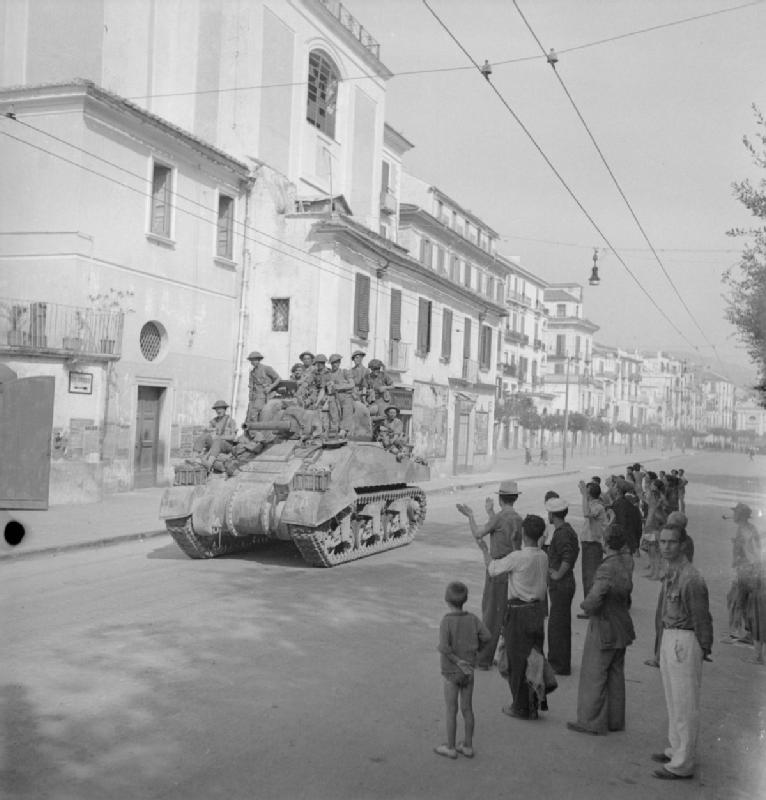
Tancs M4 Sherman britànics desfilant pels carrers de Salern, acollits per la població

El dia 10 es va veure de seguida que el gruix de les forces alemanyes s'havia concentrat contra el X Cos que, de fet, en un intent d'empènyer des de Salern cap a la carretera estatal núm. 18 i d'allà cap a Nàpols, va trobar una gran resistència. Els nord-americans, però, van poder avançar més i ocupar un important grup de turons entre Altavilla i Ogliastro Cilento, una zona abandonada per les forces alemanyes arran dels fallits contraatacs del dia anterior. Tanmateix, els alemanys encara controlaven el corredor format pels rius Sele i Calore, que contenia l'objectiu principal del 179è Regiment de la 45a Divisió – Ponte Sele, un punt nodal de trànsit per la carretera estatal núm. 19.
Al matí el general Clark va desembarcar per decidir on desembarcar el 157è RCT que constituïa la reserva flotant, per comunicar-se personalment amb els comandants i inspeccionar el cap de desembarcament. El general Walker li va fer saber que la situació estava "sota control"; el buit entre els dos cossos no s'havia omplert, però els alemanys semblaven que s'estaven retirant i el descens a terra del 179è Regiment va procedir ràpidament. Clark va anar després al general McCreery, que per contra li va proporcionar un panorama molt més ombrívol i pessimista: les tropes britàniques estaven en dificultats creixents, l'aeroport de Montecorvino encara no s'havia assegurat i aquell mateix matí els alemanys havien contraatacat a Battipaglia, on la fàbrica de tabac s'havia convertit en el fulcre del combat ja que el 9è Batalló "Royal Fusiliers" hi havia romàs confinat. Durant el dia, la unitat, que quedava sense canons antiaeris posats fora de combat pel foc de l'artilleria alemanya, va haver de suportar una sèrie de contraatacs llançats per la 26a Divisió Panzer i unitats de paracaigudes; recolzats pels nuclis Panzer IV, els alemanys van penetrar a les línies britàniques i van fer centenars de presoners. El 3r Batalló dels Coldstream Guards va muntar una contraofensiva que, però, va ser repel·lida per les tropes alemanyes, un fracàs que va segellar el destí del 9è Batalló. Mentrestant, davant les noves preocupacions de McCreery sobre la situació dels guardabosques del major Darby i la manca de reincorporar-se als dos cossos del 5è Exèrcit, Clark i el seu subordinat van acordar utilitzar els dos batallons del 157è Regiment per tapar la bretxa i desplaçar el 143è Regiment (36è Divisió) cap a Maiori, en suport de Darby.

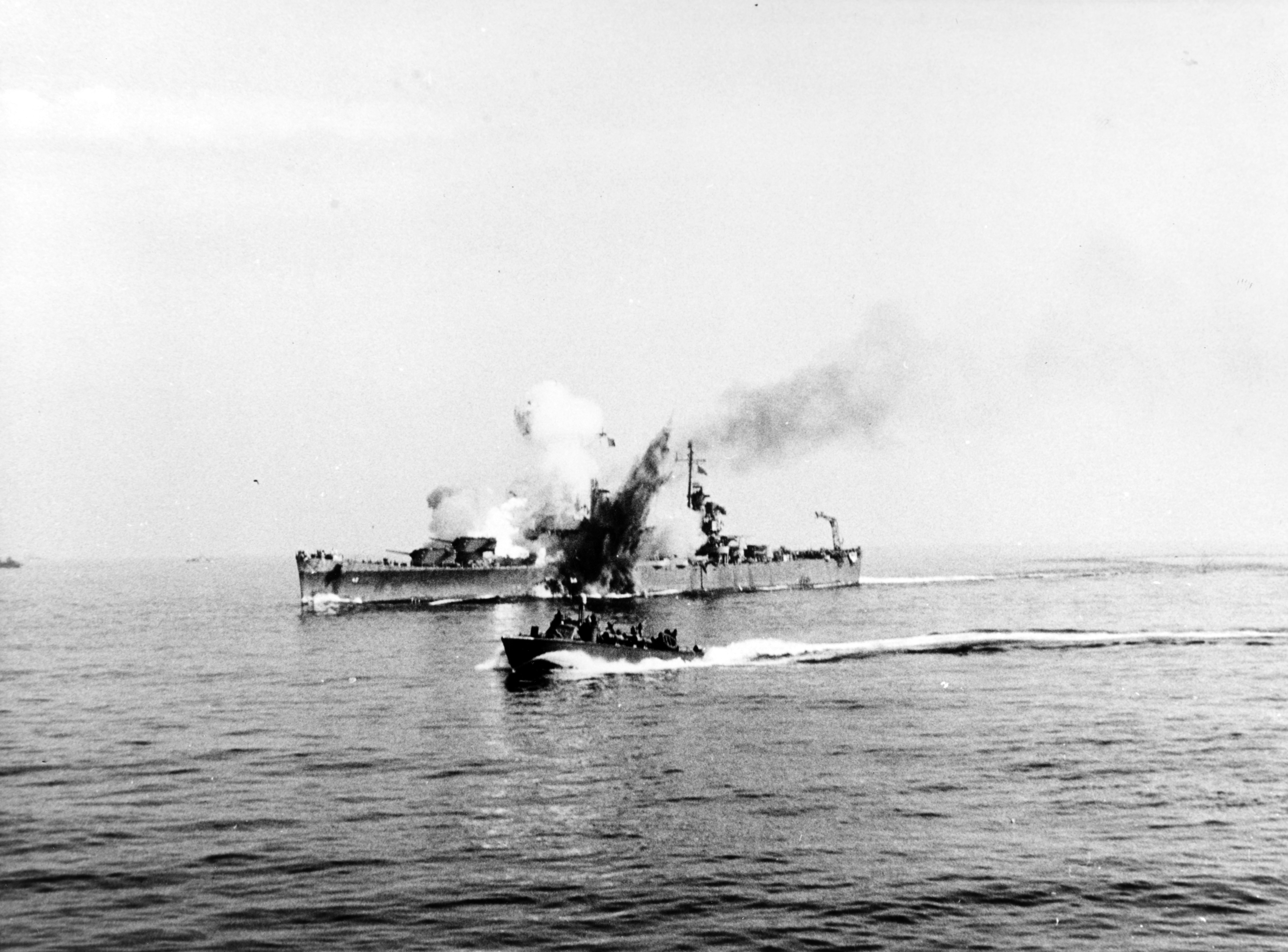
El Savannah rep l'impacte d'una bomba lliscant alemanya el matí de l'11 de setembre: la fotografia va ser presa per l'Ancon

Cap a les 13 hores Clark va tornar a l' Ancon i des d'allà va comunicar al general Alexander: "Ara tornat del reconeixement personal al sector del VI Cos. Bona situació". De manera inesperada, en arribar al vaixell, Clark va saber que el 157è RCT ja havia estat desembarcat al sud del Sele, al sector dels Estats Units. L'almirall Hewitt li va explicar que havia rebut ordres del quarter general aliat a Alger d'alliberar els vaixells, destinats als ports britànics en preparació de l'operació Overlord; donat que el comandant de l'exèrcit estava absent, va haver d'atendre la petició: només de matinada va aconseguir arribar el 157è RCT al sector britànic. El 143è RCT va trigar gairebé tres dies a arribar a Maiori.
Encara que Clark havia fet alguns moviments tàctics correctes, encara no estava convençut que els alemanys contraatacarien i considerava que McCreery era massa pessimista. Aleshores va ordenar a Walker que portés les seves tropes als turons circumdants, als vessants dels quals romanien atrapats per l'obstinada resistència alemanya, especialment prop d'Altavilla, i va deixar de nou el corredor Sele. Poc abans del vespre el 179è RCT es va desplaçar per Persano cap a Ponte Sele, però aquí es va topar amb un dels diversos contraatacs que el general Sieckenius havia organitzat al final del dia; També es van produir forts enfrontaments a l'aeroport de Montecorvino i Battipaglia, al sector britànic, i de nou a Altavilla. La lluita va continuar fins l'endemà, quan va quedar clar que la batalla de Salern es jugaria al llarg del perímetre del cap de pont.
L'11 de setembre, el comandant general Dawley va arribar al comandament del VI Cos, que havia desembarcat amb moltes dificultats a Paestum a última hora del matí anterior, després que el seu vaixell (el Funston) hagués hagut d'enfrontar-se a diverses vicissituds a causa de les incursions de la Luftwaffe: les forces aèries angloamericanes eren superiors en qualitat i quantitat, la Luftwaffe tenia l'avantatge d'operar des de bases properes a la zona de combat i, només entre el 10 i l'11 de setembre, havia fet 450 sortides contra el cap d'aterratge, provocant importants pèrdues. El 10 de setembre s'havien col·locat quatre bombes a la proa del vaixell insígnia Ancon que, amb les seves antenes de ràdio i la seva mida, havia cridat l'atenció dels aviadors alemanys. Precisament el matí de l'11, un altre atac de la Luftwaffe va veure l'ús de la nova bomba planeadora Ruhrstahl SD 1400; molt probablement dirigit contra l'Ancon, el dispositiu va colpejar en canvi la torre número tres del creuer lleuger Savannah , que es trobava a 400 metres a estribor: va perforar el blindatge i va explotar dins del vaixell, causant danys greus i extensos i moltes pèrdues entre la tripulació. L'acció dels equips de control de danys i la inundació de moltes habitacions van impedir l'explosió del dipòsit de municions i el Savannah va poder retirar-se a Malta per a reparacions urgents. Mentrestant, al matí, Clark havia decidit tornar a terra ferma i instal·lar el seu quarter general prop de l'estuari de la Sele, a Villa Rossa, prou a prop del comandament britànic però, sobretot, a una distància útil per controlar les accions de Dawley: el general tenia forts dubtes sobre el seu subordinat i pensava que necessitaria suport si les operacions no anaven segons el previst. Al final del dia, els alemanys van expulsar els britànics de Battipaglia; a Ponte Sele, les unitats nord-americanes van informar que estaven cada cop més exposades als atacs i bombardeigs enemics. Clark va acordar amb Dawley que traslladés tropes del sud per fer front a la pressió enemiga al sector nord al llarg del Sele: la situació era tal que Clark va decidir tornar a l'Ancon, on va arribar per la notícia que l'Operació Gegant 2 havia estat cancel·lada. i que, per tant, Alexander li havia tornat el control de la 82a Divisió Aerotransportada.

### El contraatac alemany

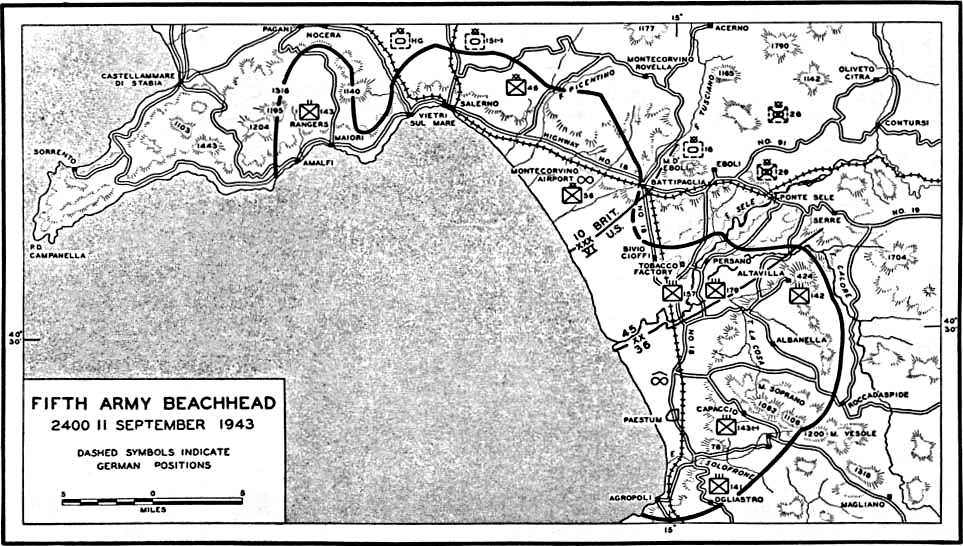
La situació del cap de platja a les 24:00 dell'11 settembre

Mentrestant, el general Montgomery no havia acceptat gens les peticions del general Alexander d'una ràpida ocupació de Calàbria i, de fet, l'11 de setembre va concedir dos dies de descans a la 5a Divisió d'Infanteria (que va arribar entre Nicastro i Catanzaro). Eren precisament el moment en què els reforços alemanys s'estaven reunint a les estretes valls a l'est de Salern: el general von Vietinghoff va calcular que podria envoltar el cap de pont amb cinc divisions a tot tardar el dia 13, mantenint-lo sota el foc d'artilleria que podria arribar als creixents milers de tones de material angloamericà abocats a les platges. El diumenge 12 de setembre von Vietinghoff va entendre que un atac contundent contra els nord-americans hauria d'explotar el corredor Sele, que "apuntava com un punyal cap al cor del cap de pont", i així tenir una bona possibilitat d'èxit. Una victòria defensiva a Salern hauria permès infligir grans pèrdues als aliats i, sobretot, ajornar la prevista invasió a través del Canal.
Aquell mateix dia, el general Clark va transferir el comandament del 5è Exèrcit al lloc d'aterratge i va anar a Dawley, on immediatament es va adonar de com crítica n'era la situació. El flanc dret semblava segur, però el centre preocupava bastant el comandant: els granaders alemanys havien ocupat Altavilla i pràcticament aniquilat el 142è Regiment (reduït a 162 homes), mentre que el passadís de Sele (anomenat en clau "Bryan") es trobava en aquest moment en mans de l'oponent. A més, el 179è RCT havia estat expulsat definitivament de Ponte Sele i els britànics havien estat expulsats d'Eboli i Battipaglia per la 16a Divisió Panzer. Només durant el dia Clark es va adonar que si els alemanys haguessin seguit el riu fins a la seva desembocadura, haurien pogut flanquejar tant el VI com el X Cos, trencant el seu exèrcit. Després d'haver anat al general McCreery, Clark va trobar que els britànics estaven lluitant amb la mateixa dificultat. Només el dia 11 els alemanys havien fet més que1.500 presoners que, sumats als morts i ferits, van portar les pèrdues del X Cos a uns 3.000 homes; la 56a Divisió, atacada pels panzers, s'havia retirat esgotada cap a una nova línia defensiva a 3 quilòmetres a l'oest de Battipaglia en direcció a Persano, i fins i tot els Coldstreams s'havien instal·lat a uns 600 metres de la platja: alguns oficials, en pànic, havien cremat documents i mapes. Clark va tornar a Paestum i va ordenar que el lloc de comandament fos traslladat immediatament de la desembocadura del Sele a un bosquet del sector del VI Cos; aleshores va donar instruccions a Dawley que tornés a desplegar la 45a Divisió al nord del riu amb dos batallons a l'extrema esquerra del sector, ampliant la línia nord-americana entre l'encreuament de Cioffi fins a Santa Lucia (als afores de Battipaglia) amb l'objectiu d'unir-se al X Cos. El comandant nord-americà també es va ocupar d'enviar altres tropes per defensar Persano. El general Dawley, mentrestant, havia planejat un contraatac per a la 36a Divisió per recuperar Altavilla, fidel a les tradicions militars que consideraven la possessió de terrenys alts la clau de la victòria.

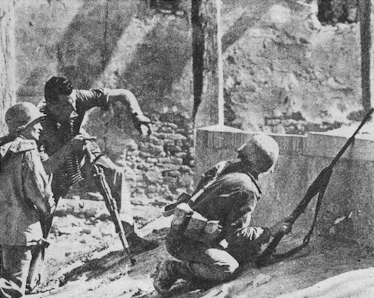
Soldats nord-americans en acció entre les runes de Persano, punt central dels enfrontaments del 13 de setembre

Entre els soldats pressionats al llarg de la costa de Salern, aviat es va estendre la consciència de trobar-se en una situació crítica, confirmada per les retransmissions del Servei d'ultramar de la BBC els butlletins del qual qualificaven la batalla de "desesperada". La població de Persano es va convertir en un dels eixos de l'enfrontament, ja que estava situada just a l'entrada del corredor entre els dos cossos d'exèrcit. Clark va disposar que es mantingués a tota costa per salvaguardar el flanc del VI Cos; tanmateix, la ciutat encara estava en mans del maltret 1r Batalló del 179 RCT i el general no es va oposar a la intenció de Dawley de reocupar Altavilla, ara d'importància secundària en el context de la batalla. Les dues divisions nord-americanes, amb forces amb prou feines suficients per defensar el terreny ja ocupat, van haver de guarnir, així, una zona més gran i, a més, marxar en tres direccions (Persano, Bivio Cioffi/Santa Lucia i Altavilla) per obeir ordres; això va provocar força tensions entre els comandants. El general Walker va enviar el 2n Batalló del 143 RCT a Persano sense artilleria pesada, ni vehicles blindats ni unitats especialitzades, però només amb les bateries de camp que havien estat encarregades de donar suport a l'atac a Altavilla. A primera hora del dilluns 13 de setembre, en un atac sorpresa, un kampfgruppe va assaltar el sector de Persano recolzat per una dotzena de Panzer IV i tropes d'assalt a bord de semivialles. Els americans es van sorprendre i no van comptar ni amb l'ajuda de l'artilleria naval, que en aquell moment cobria la retirada de la 36a Divisió després del contraatac d'Altavilla; el 1r Batalló del 142è Regiment, de fet, havia intentat entrar a la ciutat, però havia quedat atrapat per les precises salves de l'artilleria alemanya i s'havia fragmentat progressivament, per després dispersar-se pel camp. Qualsevol altra idea de recuperar Altavilla va ser abandonada. El general Walker es va encarregar de moure les seves tropes i escurçar la línia, que es va restablir al llarg de la riera de la Cosa, poc més que un degoteig al sector nord-americà que va anar paral·lel al mar durant uns 8 quilòmetres.
Durant els combats Clark s'havia traslladat a la confluència entre el Sele i el Calore, on va poder veure de primera mà l'enfonsament a Persano i la perillosa penetració alemanya; amb binocles va poder observar els vehicles blindats de la 16a Divisió Panzer, desplegats a la riba nord del Calore, obrint foc sobre els dipòsits i zones posteriors americanes, provocant el pànic. Les unitats blindades alemanyes, en superioritat numèrica local, es trobaven a menys de 3 quilòmetres del mar i amenaçaven el quarter general del 5è Exèrcit, tant que el general ordenà als membres de l'estat major que es traslladessin a la línia de combat. La prohibició de la bretxa va recaure principalment en les unitats d'artilleria de camp de la 45a Divisió, ja que els nord-americans no volien arriscar-se a danys col·laterals sol·licitant suport naval; de fet, alemanys i nord-americans també s'enfrontaven a menys de 2 quilòmetres, massa poc per garantir un tir precís des dels vaixells. Els obus M114 de 155 mm es van col·locar en posició anticarro i totes les peces d'artilleria disponibles es van amassar als punts de major perill, amb l'ordre de disparar als enemics indefinidament; el xoc es va allargar fins al vespre, quan finalment els panzers es van retirar de Persano. Unes hores més tard, poc abans de mitjanit, desenes de Dakotas van aparèixer als cels del golf i van començar a llançar els primers esglaons del 504è Regiment Aerotransportat (Coronel Reuben Tucker) de la 82a Divisió, reforços que Clark havia demanat aquell mateix matí.

### Clark considera tornar a embarcar

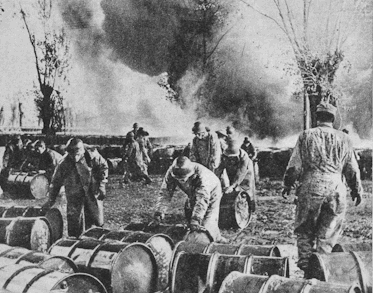
Els homes del 5è Exèrcit rescaten els bidons de combustible sota el foc alemany

Encara que animat per l'arribada de les primeres unitats aerotransportades, Clark va convocar una conferència amb els seus principals col·laboradors amb antelació per a la mateixa tarda del dia 13, per tal d'avaluar la confusa situació. Poc després de les 19.30, els generals Dawley, Middleton, Walker i el Cap d'Estat Major del 5è Exèrcit, el major general Alfred Gruenther, van acceptar la reunió; Clark va obrir la discussió expressant els seus temors que Salern es pogués convertir en una altra Gal·lípoli o un altre Dunkerque i, com a comandant de l'exèrcit, va declarar que se sentia obligat a preparar plans per a qualsevol eventualitat, inclosa l'evacuació del cap de pont. En realitat, va presentar als presents un fet consumat, perquè ja havia donat ordres a l'estat major de preparar dos plans ("Sealion" i "Seatrain"): el primer implicava el desallotjament del VI Cos del sector del X Cos, el segon considerava el moviment contrari.

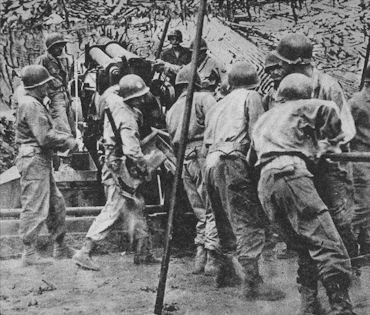
Artillers nord-americans treballant en un obús M114 de 155 mm: aquesta artilleria va aportar una contribució fonamental per trencar els atacs de la 16a Divisió Panzer

Les revelacions de Clark van deixar meravellats els generals presents i Dawley va protestar oficialment, sense, però, rebre cap atenció del seu superior. Walker va dir que confiava que, si els alemanys s'haguessin mogut contra la línia de la riera de La Cosa, s'haurien trobat en una posició exposada i vulnerables al foc concentrat d'artilleria; era tan optimista que va col·locar en reserva les primeres unitats de la 82a Divisió Aerotransportada, que li oferia Clark. Middleton també va mostrar fredor i va reiterar que les posicions de la 45a Divisió al nord de la Sele eren sòlides. Al final de la reunió Clark, encara dubtós, va continuar dissenyant els plans d'evacuació, però cap dels seus subordinats es va molestar en activar les directrius i Middleton va arribar a donar una ordre que hauria fet pràcticament impossible qualsevol evacuació: "Poseu en menjar i aigua darrere del 45è. Ens quedarem aquí". No obstant això, no s'havia convidat cap representant britànic a la reunió, un descuit dictat per l'emoció del moment, encara més greu tenint en compte que els planificadors estaven treballant a Sealion. Només l'almirall Hewitt va ser informat d'això, ja que el reembarcament hauria sotmès els recursos navals desplegats pels aliats a una gran tensió logística. Sorpresa, Hewitt va enviar ordres perquè totes les operacions de descàrrega a les platges controlades pels americans fossin aturades i va retirar l'Ancon des d'Alger, on es trobava, a la zona d'operacions; aleshores va convocar el comodor Geoffrey Oliver, l'oficial naval de més alt grau del sector britànic, per informar-lo del possible reembarcament i dels plans generals: en particular, va demanar utilitzar el vaixell de comandament britànic HMS Hilary per embarcar Clark a cas de necessitat abans de l'arribada de l'Ancon. Oliver es va posar en contacte amb el general McCreery per portar-li l'assumpte i només aleshores el comandant del X Cos es va assabentar de les intencions de Clark; sorprès, de seguida va enviar un missatge a l'almirall Andrew Cunningham, comandant superior de les forces navals aliades a Malta, per demanar-li el seu suport per tal d'aturar el que considerava un absurd. Cunnigham també va rebre un missatge d'Hewitt demanant més suport naval: aquella mateixa nit els cuirassats Valiant i Warspite van abandonar els amarraments i es van dirigir al golf de Salern, juntament amb el Nelson i el Rodney.

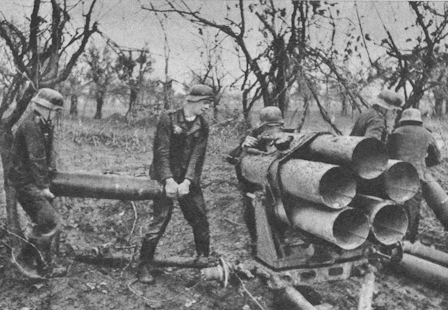
Operacions de càrrega d'un llançacoets Nebelwerfer desplegat al front de Salern

La matinada del 14 de setembre, els alemanys van renovar l'atac contra el 179è RCT, al nord del Sele: cap a les 08:00 deu tancs precedien un batalló d'infanteria, però aquesta vegada l'impuls va xocar contra una defensa nord-americana reorganitzada, forta de dos batallons d'infanteria complementats per tancs i canons autopropulsats antitanc. Els alemanys van continuar sondejant el terreny a la recerca d'algun punt feble, però es van rendir després que diversos intents no havien revelat cap obertura. Els esforços es van concentrar llavors en les posicions ocupades pel 157 RCT, però l'atac alemany es va veure frustrat pel foc del creuer Boise i va tornar a fracassar. El major general Sieckenius, per tant, va tornar a dirigir els seus homes contra la 45a Divisió, sense aconseguir resultats tangibles. Les forces alemanyes es van reorganitzar per travessar la riera de La Cosa, en poder de les unitats de la 36a Divisió que, aquesta vegada, van gaudir d'un gran foc d'artilleria: l'atac va començar al migdia i els soldats alemanys van ser delmats i a distància per l'intens bombardeig finalment es van retirar. Els nord-americans van donar suport a dos atacs ofensius més durant el dia, que van ser repel·lits amb èxit. En el sector britànic, el general McCreery, totalment en contra de la idea de renunciar al cap de pont, havia mantingut la situació sota control i assegurat que l'ansietat no s'estengués entre les seves unitats; el front britànic no va ser penetrat pels alemanys. Al vespre, van començar a fluir reforços de la 82a Divisió, un esdeveniment que va segellar l'ordre de Hitler (presentada a la tarda del 14) de retirar-se de Salern cap al nord, implementant l' estratègia de terra cremada. El mariscal de camp Kesselring va comunicar les noves disposicions a von Vietinghoff, que al seu torn ja era conscient que el moment de la victòria havia passat; també preocupat per la progressió del 8è Exèrcit, va començar els preparatius per a una retirada molt lluitada.

### Consolidació i reforços

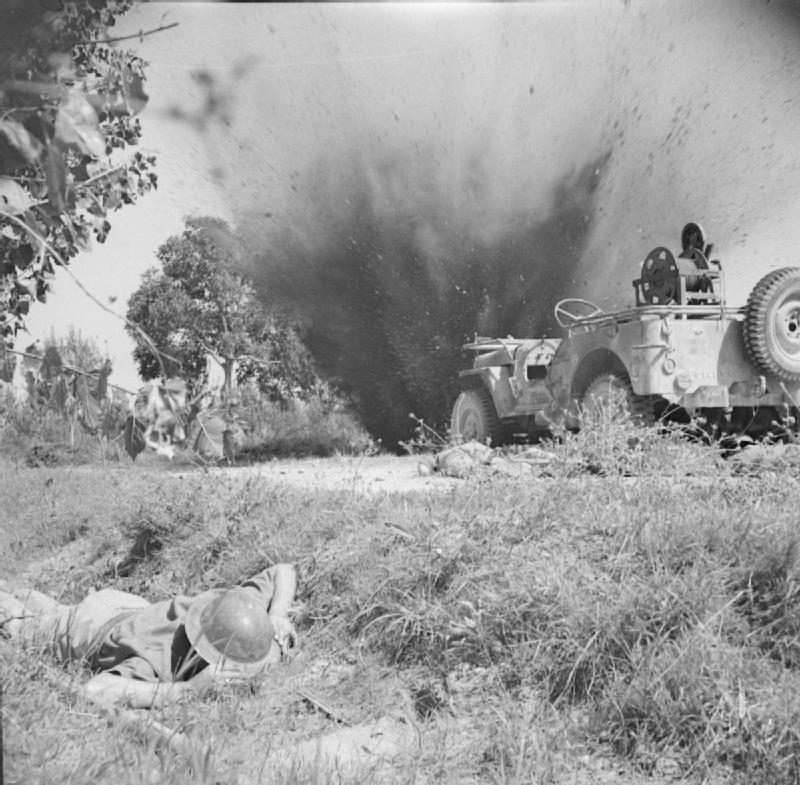
Soldats britànics busquen refugi de les bombes de morter alemanyes

Un cop assabentat de la criticitat de la situació, el 14 de setembre el general Alexander havia ordenat a Montgomery que intervenís a Salern el més aviat possible, ignorant qualsevol tipus de risc. Així que va decidir visitar personalment el cap de platja: va abordar el destructor HMS Offa, recordat per la flota de suport. Abans de marxar, Alexander s'havia posat en contacte amb el tinent general George Smith Patton, encara a Sicília amb el Setè Exèrcit, i havia aconseguit que deslligués la  3a Divisió d'Infanteria del major general Lucian Truscott per reforçar les files del 5è Exèrcit. La màquina logística britànica es va posar en marxa per portar reforços per a les divisions britàniques a Salern des dels camps de trànsit del nord d'Àfrica i, aquest mateix vespre, 120 Douglas C-47 Dakota/Skytrain van llançar 2.100 homes del 505è Regiment de Paracaigudistes a la zona al sud de Paestum, des d'on van ser traslladats ràpidament a Agropoli com a reserva. Riskier va ser la missió de llançament del 509è Regiment darrere de les línies alemanyes prop d'Avellino, un moviment que Clark esperava que dificultés la logística alemanya; segons ell, operant en petits grups, haurien aconseguit atacar amb eficàcia els combois alemanys que es dirigien al front. Sis-cents homes van saltar des de 46 avions en 25 km² de camp, però és difícil dir si aquesta operació va tenir algun efecte. En retrospectiva, Clark va valorar l'acció com un èxit, fins i tot tenint en compte els possibles riscos i la ferocitat dels combats: va declarar que les incursions de paracaigudistes "van complicar seriosament les comunicacions alemanyes" i que "la missió del 509 va donar grans dividends". En dos mesos, el 80% del regiment estava segur dins de les línies estatunidenques.

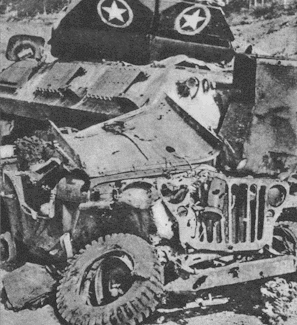
Les restes de la invasió: un Jeep i un caçacarros M10 Wolverine destruïts a les platges

La nit del 14, després d'un fort atac aeri aliat a prop de les línies amigues per assolir les concentracions alemanyes, Clark va rebre una carta del general Eisenhower informant-li de la vasta operació de reforç implementada a Àfrica i Sicília per reactivar el sorgit a Salerno: l' endemà al matí van arribar Alexander i el mariscal de l'aire Arthur Coningham. Mentrestant, venint del sud-est, van arribar uns jeeps amb corresponsals de guerra britànics, ara impacients per la lentitud de l'avanç de Montgomery; van viatjar sols la distància que els separava del lloc d'aterratge i es van unir amb els exploradors nord-americans al sud d'Agropoli. Alexander va dir que estava satisfet que el cap del desembarcament hagués superat la crisi i, després d'haver cancel·lat tots els plans d'evacuació, va marxar juntament amb Clark a visitar el general Dawley i després a McCreery: els oficials superiors van poder observar encara intensos combats al sector de la 46a Divisió. Més que impressionat per la lluita, Alexander va expressar la seva preocupació vers Dawley i, abandonant el lloc de comandament del VI Cos, va dirigir aquestes paraules a Clark: "No vull interferir en els teus afers […] però et puc dir amb certesa que aquest home és com una canya al vent i suggereixo que el substitueixin immediatament". El general nord-americà va dir que estava al corrent de la situació i va demanar a Alexander que es presentés a Eisenhower –una petició superflua, atès que aquest, després de saber que l'exèrcit havia passat el moment difícil, va decidir visitar personalment el cap de pontEl 15 de setembre també van arribar els primers elements de la 3a Divisió, la 7a Divisió Blindada britànica i, l'endemà al matí, el 5è Exèrcit comptava aproximadament.170.000 homes dividits en set divisions. Al contrari, el general von Vietinghoff no havia rebut cap reforç i es va veure obligat a retirar-se amb el que li quedava. La superioritat aliada fins i tot s'havia tornat aclaparadora en termes de vehicles blindats, perquè Clark podia oposar 200 als vint tancs encara funcionals de les divisions de von Vietinghoff. El clima de distensió i el creixement de la moral al camp angloamericà es va veure arruïnat per l'actitud del general Montgomery, que semblava completament indiferent al drama de l'operació amfíbia; des del 3 de setembre només havia capturat 85 alemanys, havia perdut 62 homes i havia abandonat qualsevol persecució audaç de l'enemic en plena retirada. Només durant el dia 15 va telegrafiar a Clark que ara estava a punt d'arribar, encara que en realitat encara es trobava a 80 quilòmetres de Paestum.

### Els darrers combats

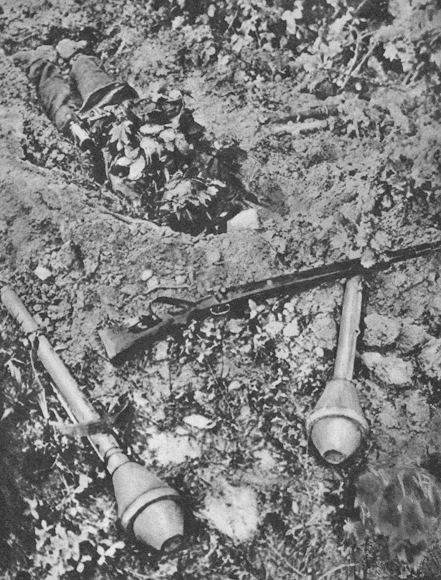
Un infant d'infanteria alemany mort a la seva fossa: nota en primer pla, al costat del rifle Mauser Karabiner 98k i dos Panzerfausts per a l'acció antitanc

Paral·lelament a la batalla entre els dos exèrcits es van produir alguns aixecaments per part de la població civil i dels soldats del Regio Esercito després de l'armistici del 8 de setembre, brutalment reprimits per les tropes alemanyes: per exemple, membres de la divisió cuirassada Hermann Göring van cometre la massacre de Nola, que va costar la vida a divuit soldats i civils italians. La matinada del 16 de setembre va tenir lloc l'última contraofensiva dels defensors: la 26a Divisió Panzer va deixar Battipaglia i va agafar la carretera estatal n.18 per unir-se amb la Hermann Göring, però l'intent va ser breu per la violenta reacció de l'artilleria aliada, que ara s'havia fet preponderant; les columnes alemanyes, desorganitzades i patint pèrdues, es van retirar a mig matí. Quan va arribar la tarda del dia 17, el general Eisenhower es va trobar davant d'una situació relativament favorable i immediatament va anar a visitar els comandaments de la 36a (on també hi era present Dawley) i la 45a Divisió; finalitzada la inspecció, va parlar amb Clark i li va ordenar que relelés Dawley del comandament del VI Cos, que va ser lliurat al major general John Lucas. L'acomiadament i el nomenament van decebre profundament el general Walker, que es considerava el substitut més lògic de Dawley, i va alimentar les seves sospites sobre Clark; aleshores va ser informat pel major general Ernest Harmon (comandant de la 1a divisió blindada) que l'afer havia tingut un efecte força depriment en l'opinió dels altres generals, que ja estaven perplexos per la substitució de cinc comandants de batalló.
Mentrestant, a la tarda del dijous 16 de setembre, von Vietinghoff havia conclòs que "ja no es podia esperar un èxit total a Salerno". El mariscal de camp Kesselring, al seu torn, va prendre nota de les greus pèrdues patides pel 10è Exèrcit i n'autoritzà la retirada, sempre que el riu Volturno, a 35 quilòmetres al nord de Nàpols, es mantingués almenys fins al 15 d'octubre; els alemanys van començar la seva retirada aquella mateixa nit, coberts per una rereguarda de 2.500 homes. El matí del dia 18, un llarg comboi alemany va acabar per la carretera d'Eboli, mentre unitats d'enginyeria i altres soldats es dedicaven metòdicament a la terra cremada: es va produir un gran saqueig de menjar, metalls preciosos, material mòbil, eines, maquinària d'escriptura, cotxes, autobusos, fins i tot coixinets de boles, torns i instruments de mesura. Les tropes van requisar o matar cavalls i mules i fins i tot cremar cadires de muntar i peülles, exterminar totes les ovelles, bestiar i aus, arrencar les travesses del ferrocarril i enderrocar cases a les carreteres, amb l'objectiu de frenar l'avanç dels aliats i retirar els vehicles de subsistència de la població.
En els informes alemanys es pot percebre una relativa satisfacció pels deu dies de batalla a Salern. Kesselring va informar a Berlín que havia capturat 3.000 angloamericans, per haver infligit almenys 10.000 pèrdues a l'enemic i va fer que els invasors "incapaços d'atacar durant molt de temps […] Però sobretot, el que més ens importa és el temps guanyat, que ens permet recuperar forces". El general Sieckenius va concloure que els combatents aliats no eren rivals per als alemanys i mancaven d'"esperit ofensiu", amb una "dependència excessiva de l'artilleria […] reticent al contacte estret"; i Hitler era de la mateixa opinió, afirmant: "No més invasions per a ells! Són massa covards. El de Salern el van aconseguir només perquè els italians els van donar la seva benedicció". Von Vietinghoff també va elogiar les seves tropes i, en els comunicats enviats a Berlín, va especificar que el 10è Exèrcit havia fet 5.000 presoners i va infligir pèrdues molt greus.

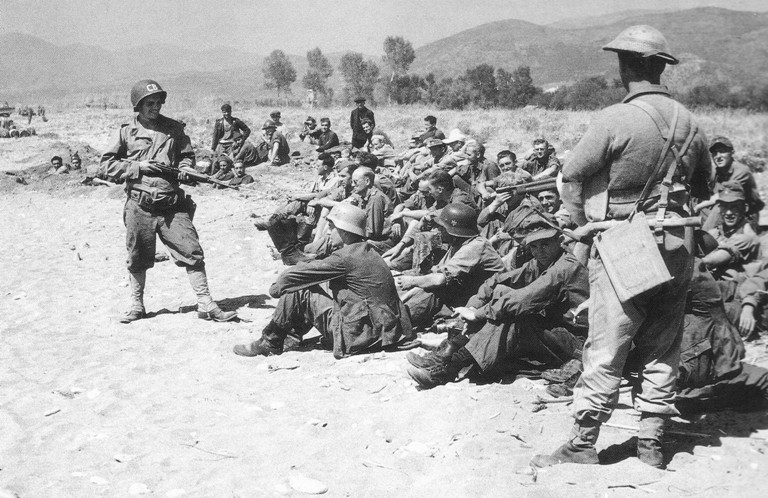
Presoners alemanys a les platges

El 18 de setembre el servei d'intel·ligència del 5è Exèrcit va confirmar la retirada general dels alemanys; patrulles de la 179a RCT van creuar el corredor i al final del dia van arribar a Ponte Sele, mentre una patrulla de la 36a Divisió baixava pels turons sobre Altavilla i s'hi van unir alguns cotxes blindats de la 56a Divisió britànica: els objectius establerts per al 9 de setembre havia estat conquerit. El 8è Exèrcit, per la seva banda, circulava per la carretera estatal núm. 19 i el gruix es trobava prop de Montesano, a uns 40 quilòmetres al sud del sector nord-americà, però la tarda anterior algunes patrulles de la 5a Divisió havien arribat a la seu de Walker, per acordar la coordinació del tan esperat sindicat: Els mitjans de comunicació britànics van donar un gran èmfasi a la intervenció del 8è Exèrcit, que va arribar a l'últim moment "com el 7a de Cavalleria", però el mateix major general Francis Wilfred de Guingand, cap d'estat major de Montgomery, va escriure: "Alguns voldrien creure. [.. .] que havíem estat útils o que havíem salvat la situació a Salern" però el cert era que "el general Clark ho tenia tot controlat abans que el 8è Exèrcit aparegués en escena". La relació entre els dos oficials superiors va quedar irreparablement danyada, perquè Montgomery es considerava el salvador i Clark es va ressentir profundament que la propaganda britànica li assignés un paper subordinat: ell, per tant, durant la campanya a Itàlia, pretenia promoure la seva pròpia imatge de qualsevol manera. El 18 de setembre, Montgomery va enviar a Clark un missatge dient-li que estava satisfet que les seves forces haguessin arribat al Cinquè Exèrcit, a la qual cosa el general nord-americà va respondre lacònicament: "Rebut el teu missatge. No vaig sentir res", demostrant que el contacte dels dos exèrcits no havia tingut cap efecte en la batalla al voltant del cap de pont.

## L'avanç cap a Nàpols

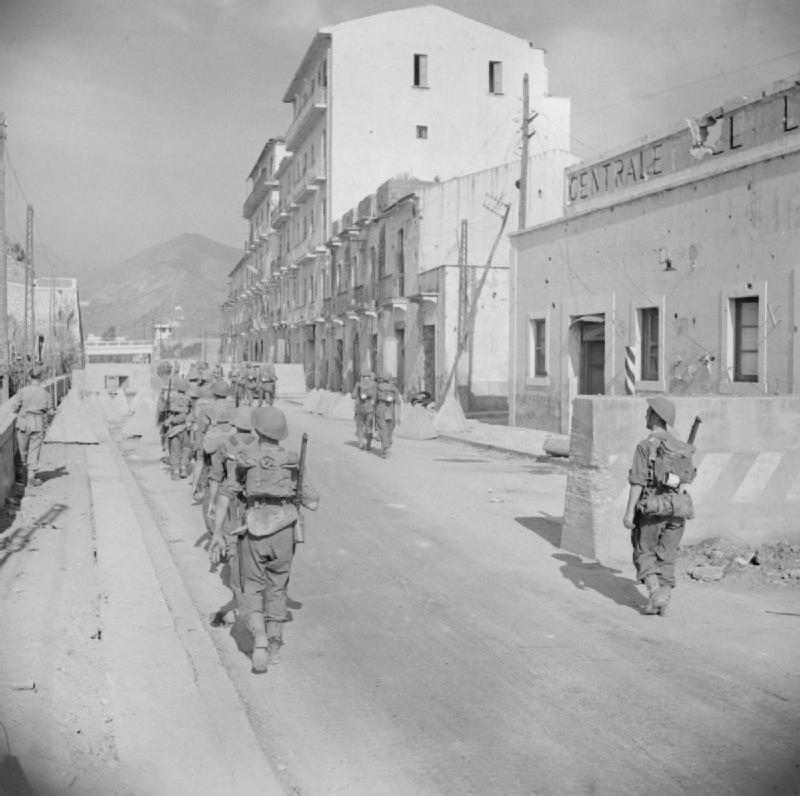
Soldats d'infanteria britànics a Salern després de la finalització dels combats.

El general Alexander va tornar al cap de pont el 21 de setembre per esbossar la futura estratègia del 15è Grup d'Exèrcits a Clark: el 5è Exèrcit s'impulsaria cap a Nàpols, sense aturar-s'hi, per creuar ràpidament el Volturno i avançar pel costat occidental dels Apenins; mentrestant, el 8è Exèrcit es desplaçaria pel costat adriàtic. L'avanç a Nàpols, però, va resultar més difícil del que s'esperava a causa de la pluja i el fang i, a més, de les efectives tàctiques dilatòries implementades per Kesselring i els seus generals; petites rereguardes d'infanteria motoritzada, atrinxerades amb abundància d'armes automàtiques als vessants dominants i recolzades per esquadres de rifles als cims, van obligar les forces aliades a dur a terme contínues maniobres de flanqueig, que les van exposar al foc sobtat de l'artilleria de camp alemanya. L'estat del terreny i de les carreteres (molts ponts havien estat destruïts pels alemanys) jugava en contra de la logística aliada totalment motoritzada, tant és així que bona part dels avituallaments es transportaven a llom de mules o per homes, en una zona de turons que també estava infestada de camps de mines insidiosos: la seva neteja era difícil i va costar un corrent constant de pèrdues addicionals. Durant aquest avanç, el general Montgomery va visitar Clark per informar-li que la immensitat de l'àrea d'operacions del 8è Exèrcit, combinada amb els obstacles logístics, permetria l'avançament britànic cap als aeròdroms de Foggia només a partir de l'1 d'octubre.

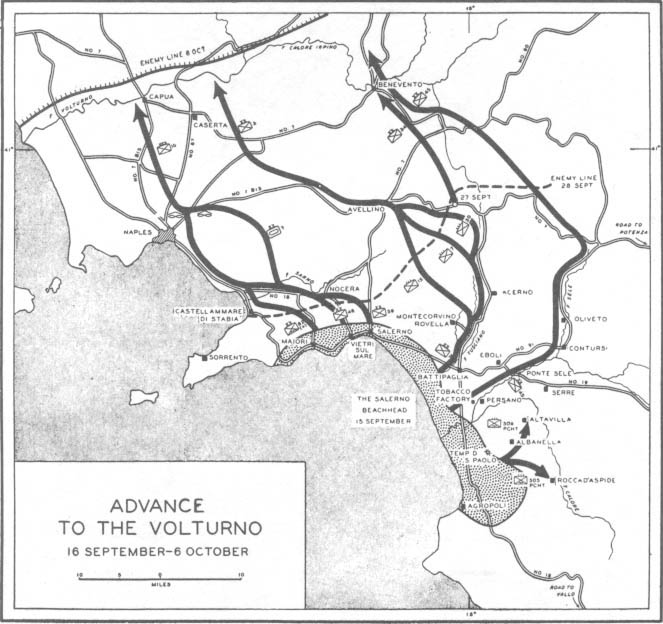
Le direttrici dell'avanzata alleata verso il Volturno

El 28 de setembre es van completar els preparatius del 5è Exèrcit per conquerir Nàpols. Els rangers del major Darby, que operaven al llarg de la carena Salerno-Sorrento, van ser recolzats per la 82a Divisió del general Ridgway, que va prendre el comandament d'aquesta formació amb la qual va entrar a la plana de Nàpols; paral·lelament el X Cos enrà a Castellammare di Stabia, a la costa meridional del golf de Nàpols, i el 29 s'obrí una escletxa sobre les pendents del Vesuvi: l'avanç aliat era un fet, petó va ser precedida per la població de Nàpols, que sortí espontàniament el 27. L'ocupació alemanya havia estat especialment dura particularment pel saqueig i el reclutament forçós de tots els homes hàbils pels batallons de treball i, despès d'unes primes fugides esporàdiques, una part important dels ciutadans estava prenent part en la revolta. Segons l'opinió de l'Oficina de Serveis Estratègics, els anomenats "quatre dies de Nàpols" van obligar la Wehrmacht a abandonar la ciutat un parell de dies abans del previst. Mentre s'estaven duent a terme els combats a la ciutat, el 29 de setembre Clark va rebre la visita del coronel Frank Knox, a qui el president Roosevelt havia enviat des de Washington per felicitar el general i els seus homes; més tard, el general Alphonse Juin, comandant del cos expedicionari francès a punt de formar part del 5è Exèrcit, va arribar a Clark: els dos van arribar al front l'1 d'octubre i van viatjar amb una columna per la carretera estatal n. 18 cap a Nàpols, esperant que tinguessin lloc enfrontaments als afores, però de manera inesperada van arribar sense problemes fins a San Giovanni a Teduccio. Allà es van trobar amb el general Ridgway, que els va informar de l'entrada de l'avantguarda nord-americana a Nàpols; Clark va pujar llavors a un cotxe blindat (sense Juin, les tropes del qual no havien participat en els combats) i amb una escorta de paracaigudistes es va dirigir cap al centre de la ciutat. Immediatament va anar a la plaça Garibaldi on va ser rebut pel 1r regiment de Dragons de la Guàrdia del Rei del X Cos, que havia arribat a la ciutat cap a les 9:30 (la primera unitat aliada en fer-ho). La 82a Divisió s'encarregà de l'ordre públic i la seguretat, assistit per la Policia Militar.
Els alemanys van deixar la ciutat en ruïnes. Els sapadors van destruir totes les plantes urbanes i industrials; aqüeductes, clavegueres, fàbriques, mitjans de transport, els dipòsits de carbó van ser devastats i es van explotar un bon nombre d'edificis i barraques (també amb bombes de rellotgeria, que van explotar diversos dies després de l'alliberament). També van ser incendiats la biblioteca de la Società Reale Italiana i el dipòsit de San Paolo di Belsito prop de Nola , amb els papers més preuats dels Arxius Estatals de Nàpols sobre la història de l' Edat Mitjana - una immensa pèrdua històrico-cultural. El sabotatge que, però i amb diferència, va tenir més impacte en les operacions va ser el del gran port: ja afectat pels bombardeigs aeris realitzats pels aliats, els alemanys havien procedit a inundar-lo amb l'enfonsament de tots els remolcadors i vaixells, la destrucció de tots els polipastos, grues, molls i edificis al voltant dels molls, es van esfondrar de manera que els van obstruir. El toc final dels treballs de devastació va ser la col·locació de mines i dipòsits d'oxigen entre la runa, fet que va fer que la reactivació del port fos una feina llarga, complexa i no exempta de pèrdues.

## Balanç, anàlisi i conseqüències
El desembarcament i la batalla del golf de Salern van provocar aproximadament al 10è Exèrcit 3.500 baixes, inclosos 630 morts, en comparació amb 840 morts ,2.002 ferits i 630 desapareguts que van patir els alemanys. Els aliats es van queixar d'un nombre més elevat de baixes: aproximadament 9.000 , dels quals 5.500 a les files del X Cos e3 500 al VI Cos, per un gran total de més 1.200 morts. Després de la guerra, el general Clark va informar detalladament de les pèrdues britàniques, segons ell equivalent a 531 morts,1 915 ferits i 1.561 desapareguts, i també els dels nord-americans, estimats en 225 morts, 853 ferits i 589 desapareguts: va assenyalar, però, que la majoria dels desapareguts dels dos cossos d'exèrcit van tornar posteriorment a la línia. Segons l'historiador Morris, les pèrdues totals van ser una mica més altes: per al X Corps parla de 725 morts,2 734 ferits i 1.800 desapareguts i, per al VI Cos, la diferència és només per als ferits, indicat en 835.
El desembarcament a Salern va ser penalitzat per tot un seguit d'errors i mancances per part dels aliats. En primer lloc, els generals Clark i Walker van renunciar a qualsevol foc naval preparatori al sector nord-americà, per preservar un suposat efecte sorpresa sobre els defensors alemanys, que eren al contrari conscients de l'arribada dels angloamericans. En segon lloc, la logística del 5è Exèrcit no s'havia cuidat especialment i, per tant, faltaven les naus de desembarcament en nombre adequat; va ser una debilitat que no només va retardar les operacions de desembarcament dels reforços crucials, sinó que es va veure amplificada per l'absència de cap estructura portuària digna d'aquest nom: centenars de soldats van haver d'ajudar a descarregar equips i materials a la platja, exposats als atacs alemanys. En tercer lloc, la manca d'ocupació de l'aeroport de Montecorvino va obligar el 5è Exèrcit a confiar o bé en els portaavions d'escorta britànics (recordats ja el 10 de setembre) o en els avions que venien de Sicília, però amb una sèrie d'obstacles: el cap de pont es trobava al límit del rang operatiu dels caces a l'illa, mentre que els Supermarine Seafires embarcats només podien enlairar-se amb el portaavions llançat a una velocitat de 20 nusos i un vent de cua de 10 nusos. Els accidents d'aviació no eren estranys i van provocar un aprimament més de la cobertura aèria. A més, l'afluència de reforços per a la 16a Divisió Panzer i les altres unitats alemanyes no va ser obstaculitzada per les seccions de rangers del tinent coronel Darby, encara que estacionats entre Nocera i Vietri, però sense cap armament pesat.
Finalment, els historiadors han subratllat la ineficiència de la cadena de comandament, presa del personalisme i la rivalitat. El general Clark, per exemple, es va trobar en la difícil situació d'haver de comandar dos generals més grans que ell, Walker (el seu professor a West Point) i Dawley ("protegit" del cap d'estat major de l'exèrcit Marshall): aquest últim en particular. mai va gaudir de la confiança de Clark i, a més, va mostrar evidències d'indecisió i confusió en moments crítics de la lluita. El mateix comandant del 5è Exèrcit, en canvi, va cometre el greu error de descartar superficialment la bretxa entre els dos cossos d'exèrcit: el 9 de setembre va comunicar a l'almirall Hewitt: "La bretxa no és una cosa molt greu". Acabada la guerra Clark va intentar exonerar-se amb l'aclariment que, havent arribat a terra el dia 10, va trobar una situació que considerava força tranquil·la, que només va empitjorar arran del sobtat contraatac alemany al sector Sele.

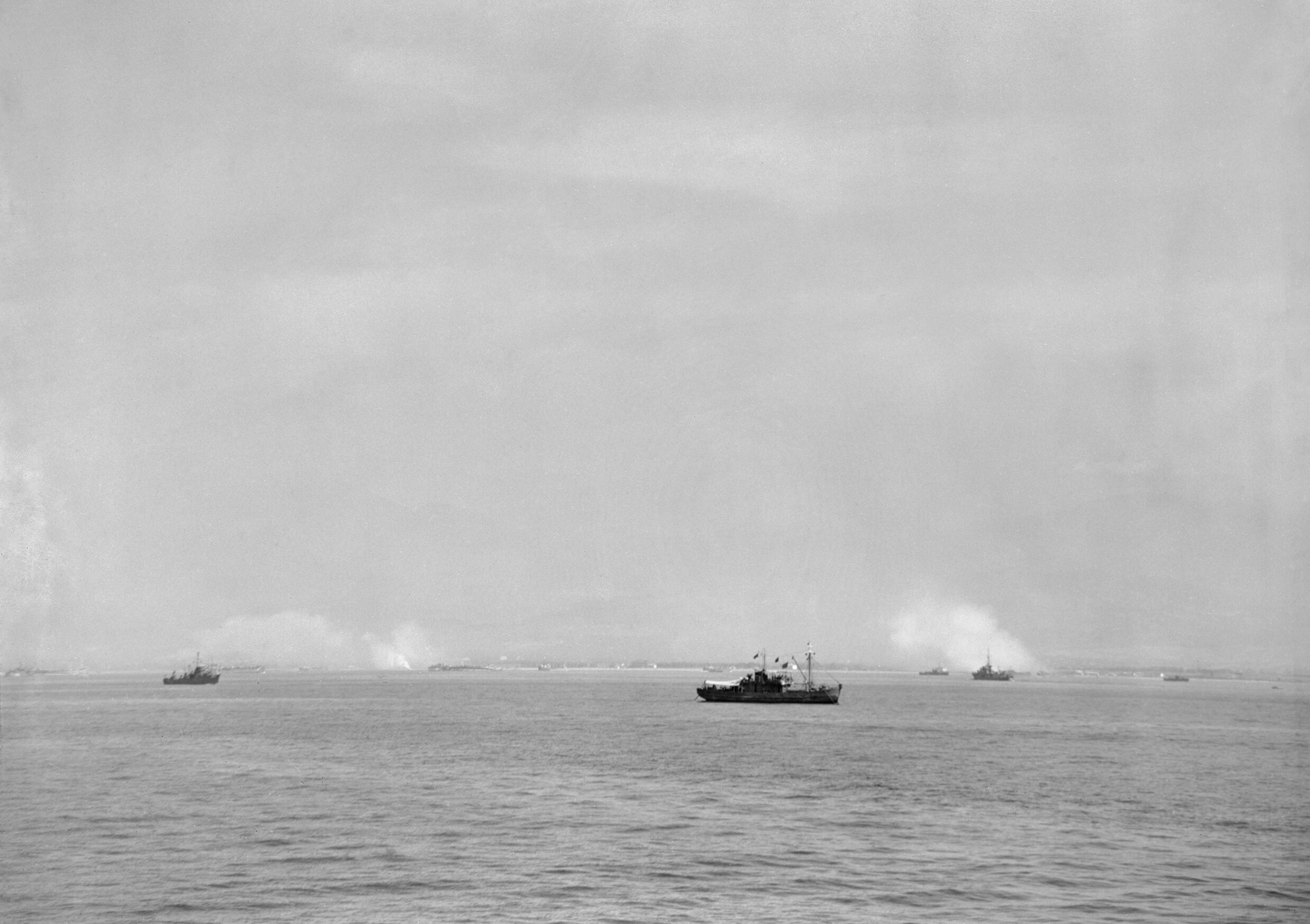
La flota davant de la costa de Salern, durant una de les innombrables accions de foc en suport a les tropes

El mariscal de camp Kesselring va endevinar correctament que les operacions prudents del 8è Exèrcit a Pulla i Calàbria no representaven cap amenaça i va poder concentrar totes les reserves a la zona de Salern: aquí les forces de von Vietinghoff es van beneficiar de la maniobra al llarg de les línies internes, protegides pel conformació muntanyosa del territori darrere de les platges escollides pels Aliats. Segons el seu cap d'estat major, el general Westphal, els aliats van evitar una derrota només perquè von Vietinghoff no es va beneficiar d'una arribada més massiva de reforços: "aquelles dues divisions [blindades a Màntua], enviades a temps, haurien inclinat a favor nostre la situació de Salern", una creença confirmada a posteriori pel general Jodl. Més probablement, els alemanys, amb forces terrestres més abundants, podrien haver pres contramesures més efectives, però certament no haurien estat capaços de fer tornar al mar les forces aliades preponderants; el que és segur és que, tot i trobar-se en un estat d'inferioritat, van aconseguir contenir eficaçment les tropes aliades i evitar un enfonsament sobtat de les seves posicions al sud d'Itàlia. La situació a l'Oberbefehlshaber Süd era tanmateix precària: el 10è Exèrcit patia importants deficiències de comunicació i combustible i els reforços que arribaven a Salern van ser enviats immediatament al front, impedint la creació d'una massa crítica d'atac. Dos terços dels panzers disponibles es van posar fora de servei el 12 de setembre, tant que el 10. Armee va poder comptar posteriorment amb només 30 tancs en bon estat. Sobretot, els alemanys es queixaven d'una banda de la modèstia dels seus recursos aeronàutics, de l'altra de l'excessiva potència de l'artilleria de camp i naval desplegada pels aliats, que feia gairebé impossible el reconeixement a terra (els aeri més aleatòria); va ser així necessari que Sieckenius i altres comandants en el camp concentressin els assalts al llarg del Sele, afavorint així la defensa angloamericana. L'historiador Morris, en particular, assenyala com von Vietinghoff va persistir a dur a terme petites incursions no coordinades, que implicaven forces de la mida d'un batalló; al seu parer, una gestió més acurada de les tropes li hauria permès aclaparar la 36a Divisió, fins i tot davant la superioritat aeronaval aliada. Després de la guerra, els participants d'ambdós bàndols van reconèixer el pes decisiu que jugava l'artilleria a bord, però pertanyent a creuers lleugers, destructors i monitors, més que als cuirassats que van arribar només el 15 de setembre – el HMS Warspite, de fet, l'endemà va ser colpejat per una bomba lliscant SD 1400 i va haver d'abandonar el teatre d'operacions. Igualment impactant va ser l'acció de la força aèria aliada, que va atacar centenars d'objectius estratègics i tàctics, va aïllar la zona d'Eboli i Battipaglia i fins i tot va colpejar vehicles alemanys individuals.

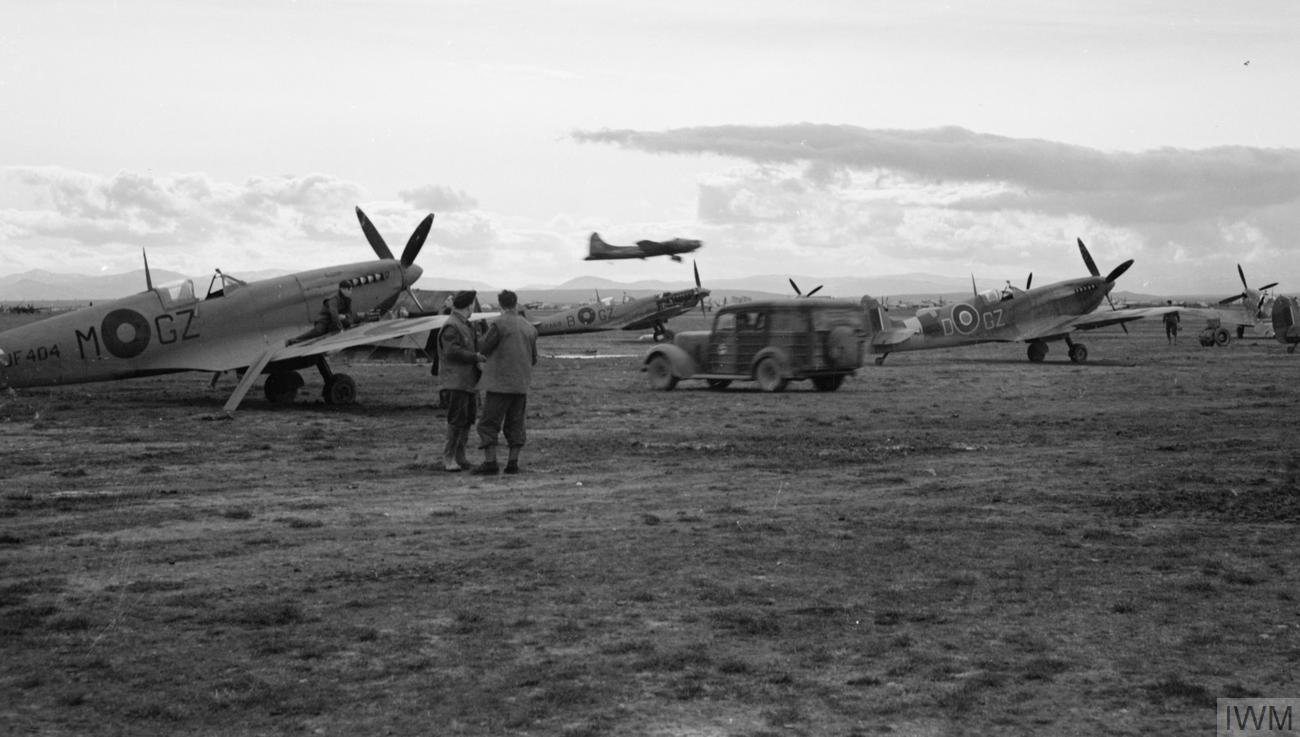
Un esquadró de Spitfires a Foggia: el complex d'aeroports al voltant de la ciutat era de gran importància als ulls dels aliats

L'operació Allau va ser criticada a nivell estratègic pel bàndol alemany. Segons el tinent general von Senger und Etterlin, els aliats haurien estat millor ocupant Sardenya i Còrsega, on hi havia forces alemanyes de menys de dues divisions, i a partir d'aquí dur a terme operacions amfibies al centre-nord d'Itàlia (va indicar Livorno com a possible objectiu). Els Caps d'Estat Major angloamericans van autoritzar el desembarcament a Salern tant perquè consideraven que tenia un efecte propagandístic més gran (va predir un avanç a Roma), com perquè les dues illes no oferien grans ports capaços de gestionar un elevat trànsit naval, imprescindibles per transformar-los en bases adequades per suportar un atac des del mar; finalment, es va plantejar la preocupació per la proximitat dels aeròdroms de la vall del Po que havien caigut en mans alemanyes, l'eficàcia dels quals va ser tanmateix molt sobreestimada, i la presència a La Spezia de la unitat de batalla de la Regia Marina. Els aliats van prendre possessió de Sardenya i Còrsega a finals de 1943, però sense fer-ne un ús particular: en aquesta última només van instal·lar el comandament del Setè Exèrcit del general George Patton per tal de confondre els comandaments alemanys a Itàlia. Preferiren donar prioritat a la conquesta d'aeròdroms (en primer lloc Foggia) per ampliar la campanya de bombardeig sobre l'Europa ocupada, assegurar la màxima cobertura aèria tàctica mitjançant l'explotació de les bases sicilianes i, finalment, confiar totalment en la seva gran superioritat aèria: els La idea de poder negar als alemanys el control del territori italià amb l'ús predominant de la força aèria, fins i tot d'accelerar la seva retirada al nord d'Itàlia, ja s'havia establert durant el 1943, però va resultar massa optimista. El mateix general Clark, a les seves memòries, va definir aquesta creença com a tàctiques de desitjos perquè es basava en hipòtesis esperançadores més que en anàlisis serioses; Kesselring i els seus col·laboradors quasi sempre van aconseguir solucionar els greus danys a les infraestructures de la península, fins a les últimes setmanes de guerra, i mantenir forces importants al front italià. Les observacions de Von Senger van ser replicades pel general Westphal, entrevistat després de la guerra per l'historiador Basil Liddell Hart. Va afirmar que si el 5è Exèrcit hagués desembarcat a Civitavecchia , en coordinació amb un assalt en paracaigudes i amb el suport de les cinc divisions italianes presents a la zona de Roma, la ciutat hauria estat conquerida en menys de 72 hores; era igualment càustic amb l'operació Baytown que, segons ell, Pescara-Ancona, un moviment que hauria dividit el 10è Exèrcit i hagués obstaculitzat una mica l'entrada de reforços del nord d'Itàlia. La metòdica planificació aliada, centrada en la reducció de tots els riscos, va afavorir l'aviació tàctica i els plans de bombardeig estratègic, facilitant les no enormes forces alemanyes a Itàlia, fins al punt que Westphal i altres oficials es van quedar bocabadats per la facilitat amb què van ser rescatades les guarnicions alemanyes a Sardenya i Còrsega – "[A Kesselring] semblava massa clar que l'èxit total de l'evacuació seria molt problemàtic donada la superioritat aeronaval de l'enemic. Però la reacció aliada va fracassar inexplicablement".

## Filmografia
- Salerno, ora X (A Walk in the Sun), direcció de Lewis Milestone (1945)
- The Rebels of Word War II - Operation Avalanche, direcció de Nick Lyon (2021)